# Torre de escalera

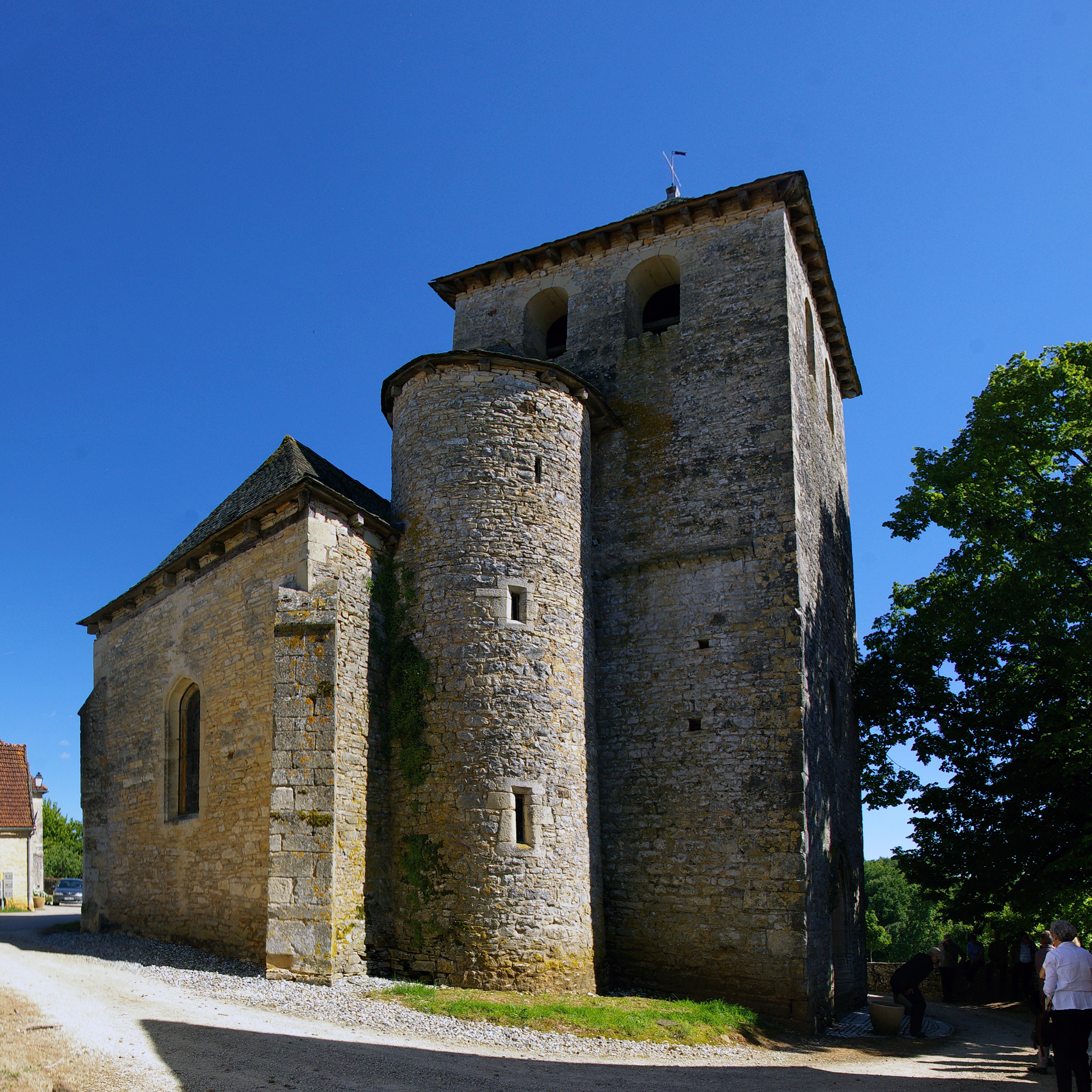
Torre de escalera sin acceso exterior en la iglesia de Saint-Pierre-ès-Liens de Rampoux.

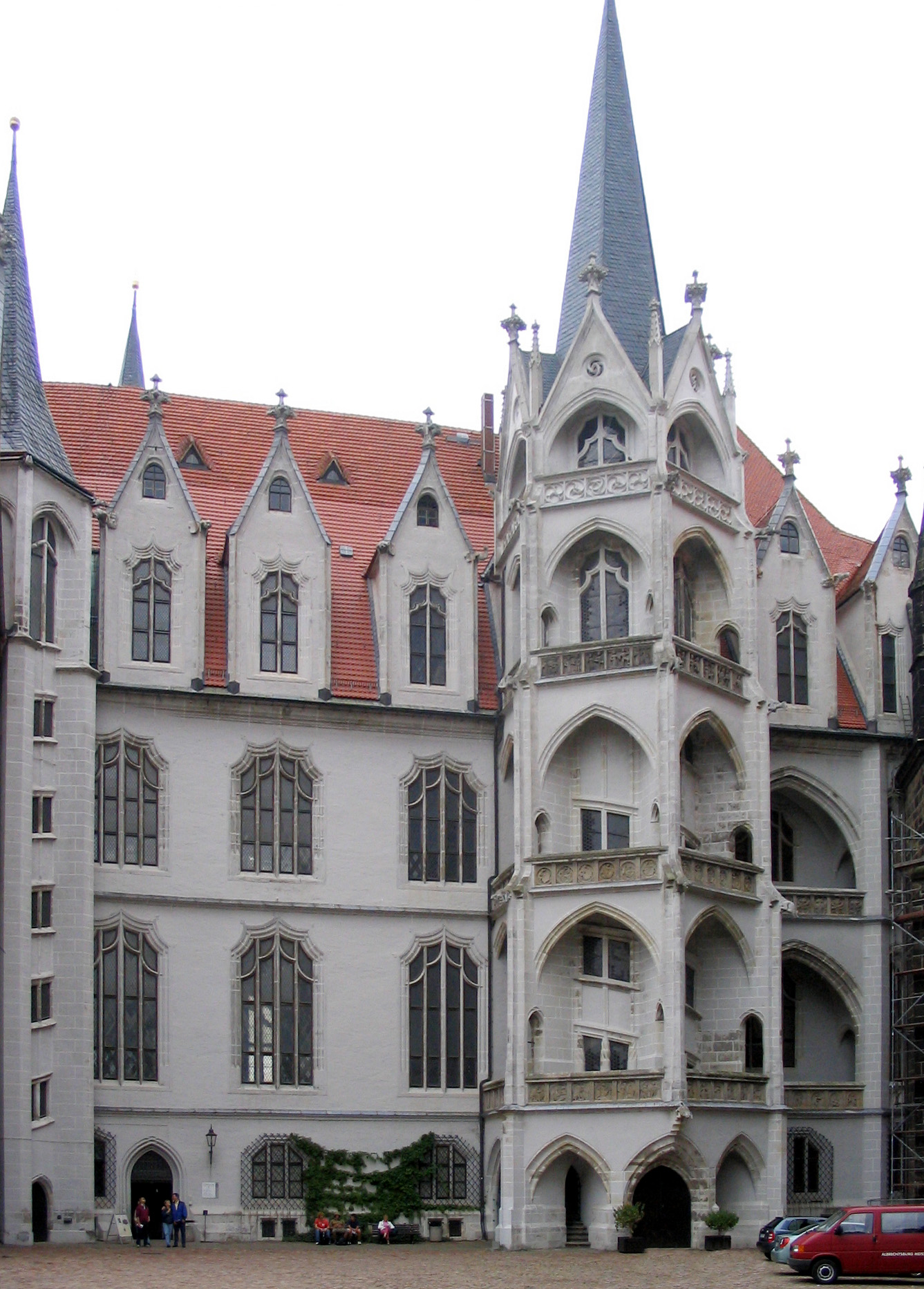
Albrechtsburg (Meißen), Alemania.

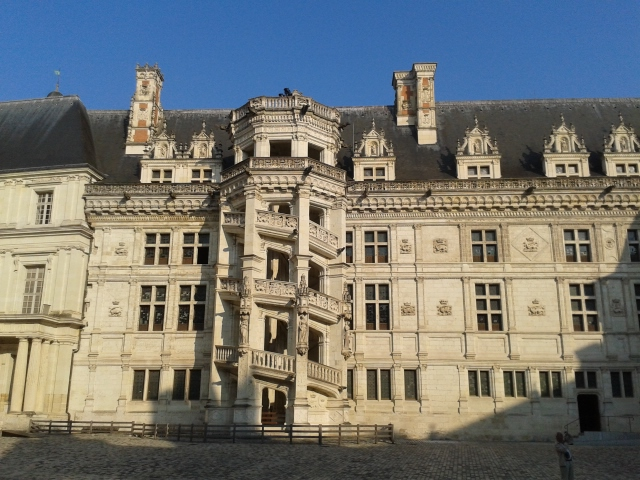
Castillo de Blois, Francia.

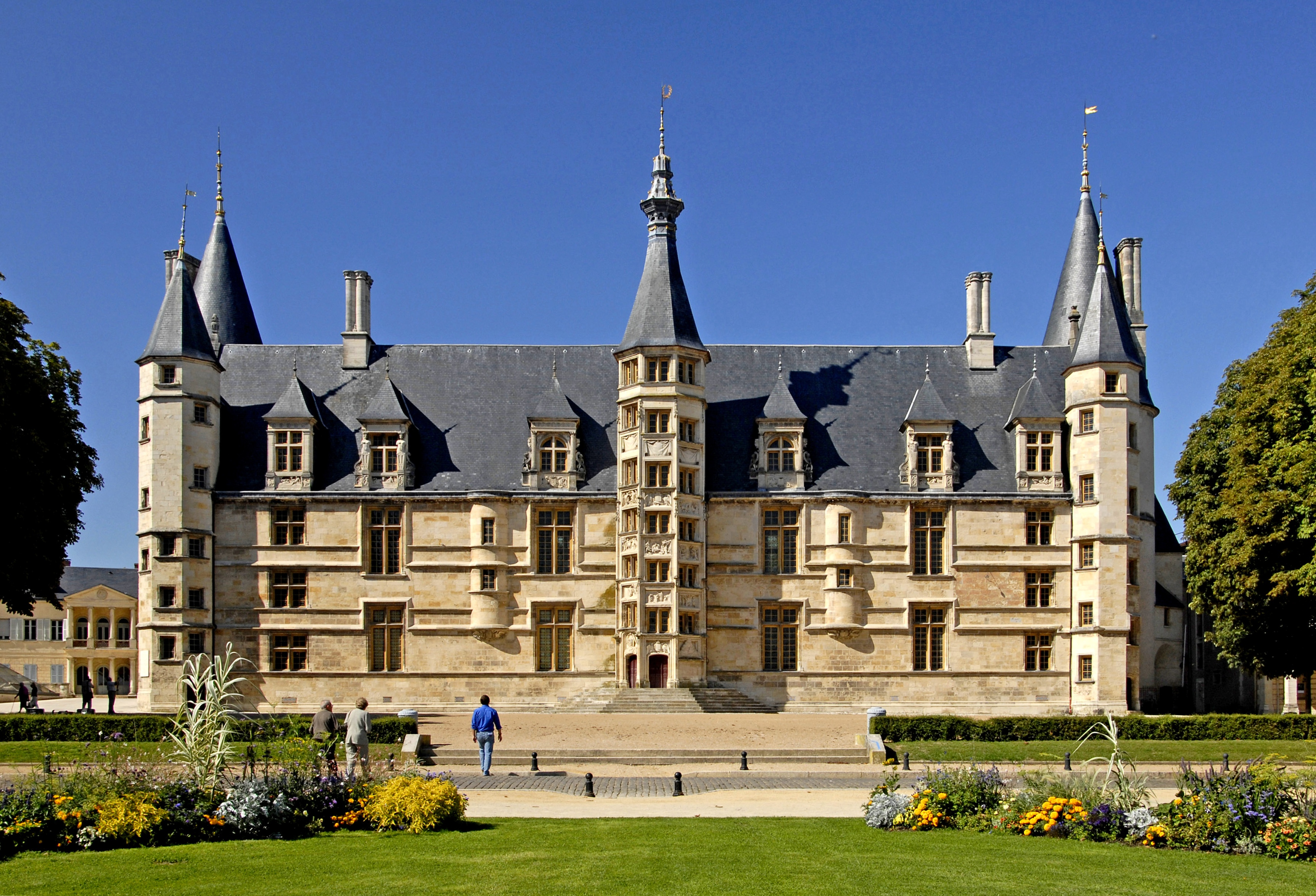
Palacio ducal de Nevers, Francia.

Una torre de escalera (en alemán: Treppenturm, Stiegenturm o Wendelstein) es un cuerpo de edificación exento con forma de torre dispuesto externamente en el ala de un edificio, o en las esquinas, con planta circular o poligonal, que contiene el "hueco" por donde se sitúa una escalera, normalmente una escalera de caracol. Disponer las escaleras por fuera del cuerpo de edificación principal hacia que fuera más fácil forjar apoyándose en los muros perimetrales de carga y no obstaculizaba las circulaciones interiores.
Originalmente esas torres eran en su mayoría macizas, con pocos huecos y sin decoración, con un diseño tosco que contrastaba con la edificación principal. Los peldaños se empotraban en semiménsula apoyándose también en el eje. Poco a poco fueron calándose los exteriores con más huecos, cada vez más amplios, disponiéndose estructuras sustentantes interiores con complejos abovedamientos y elaborados balaustres. Su diseño exterior buscó integrarse en la composición general: se ensayan huecos como los del cuerpo principal y huecos paralepipédicos que muestran el avance de la escalera, con tanteos en la continuidad de las impostas, unas veces horizontales y otras reflejando los tramos de las escaleras. En el Renacimiento, estas torres llegaron a su mayor sofisticación, cuidando la decoración exterior y llegando a ser verdaderos elementos de estatus de los edificios. Son paradigmáticas las torres de los castillos reales franceses de Blois y Chambord y del palacio ducal de Nevers.
Una traboule era una variante de la torre de escalera.

## Construcción
Las torres de escalera generalmente se presentan al frente de un edificio o insertadas en una esquina. En casos más raros, principalmente en iglesias de tres naves, la parte inferior estaba dentro de la iglesia, mientras que la parte superior era visible desde el exterior, como en la antigua iglesia abacial de Saint-Menoux). 
Inicialmente solo contaban con accesos desde el interior del edificio principal (iglesia o castillo), pero desde el Renacimiento la entrada se encuentra regularmente en el patio. Las torres de escalera tienen una estructura que es en gran parte independiente del edificio principal.

## Historia
Solo unos pocos ejemplos de torres de escalera han sobrevivido, como la de las termas imperiales de Tréveris. Las escaleras eran a menudo innecesarias en edificios de una sola planta o se construían en las paredes exteriores de los edificios que con frecuencia tenían varios metros de espesor. Esta tradición se inició en las fortalezas (torres del homenaje), iglesias y castillos de principios de la Alta Edad Media y se desarrollaría con la construcción cada vez mayor de torres de escalera durante la Alta y Baja Edad Media (estilos arquitectónicos románico y gótico), construidas expresamente para su función y, en general, con poca o ninguna decoración.
Las torres de escaleras son a menudo hexagonales u octogonales en su planta y generalmente son más bajas que el edificio o torre al que sirven, ya que solo necesitan llegar al piso más alto al que se quiere acceder normalmente. Los lugares más altos del edificio o torre, como los desvanes, se pueden alcanzar con simples escaleras internas o escaleras de mano. A menudo, las torres de escaleras se construyen solo parcialmente, por lo que no todos los lados son visibles desde el exterior.
Desde el período del Renacimiento, las torres de escalera fueron notablemente más decorativas y representativas del estatus. Las escaleras en ese período rara vez estaban ocultas o construidas externamente, sino que había escaleras de diseño artístico, curvas y rectas en el interior del edificio, con techos y balaustres ornamentados (castillo de Chambord, Palazzo Barberini y castillo de Azay-le-Rideau, castillo de Chenonceau). Con la construcción cada más frecuente de escaleras rectas con descansos intermedios, las torres de escaleras separadas se volvieron gradualmente más raras.
Las torres de escalera de hormigón armado todavía se utilizan en edificios industriales altos, como salas de calderas en centrales eléctricas de carbón.

## Ejemplos
Francia

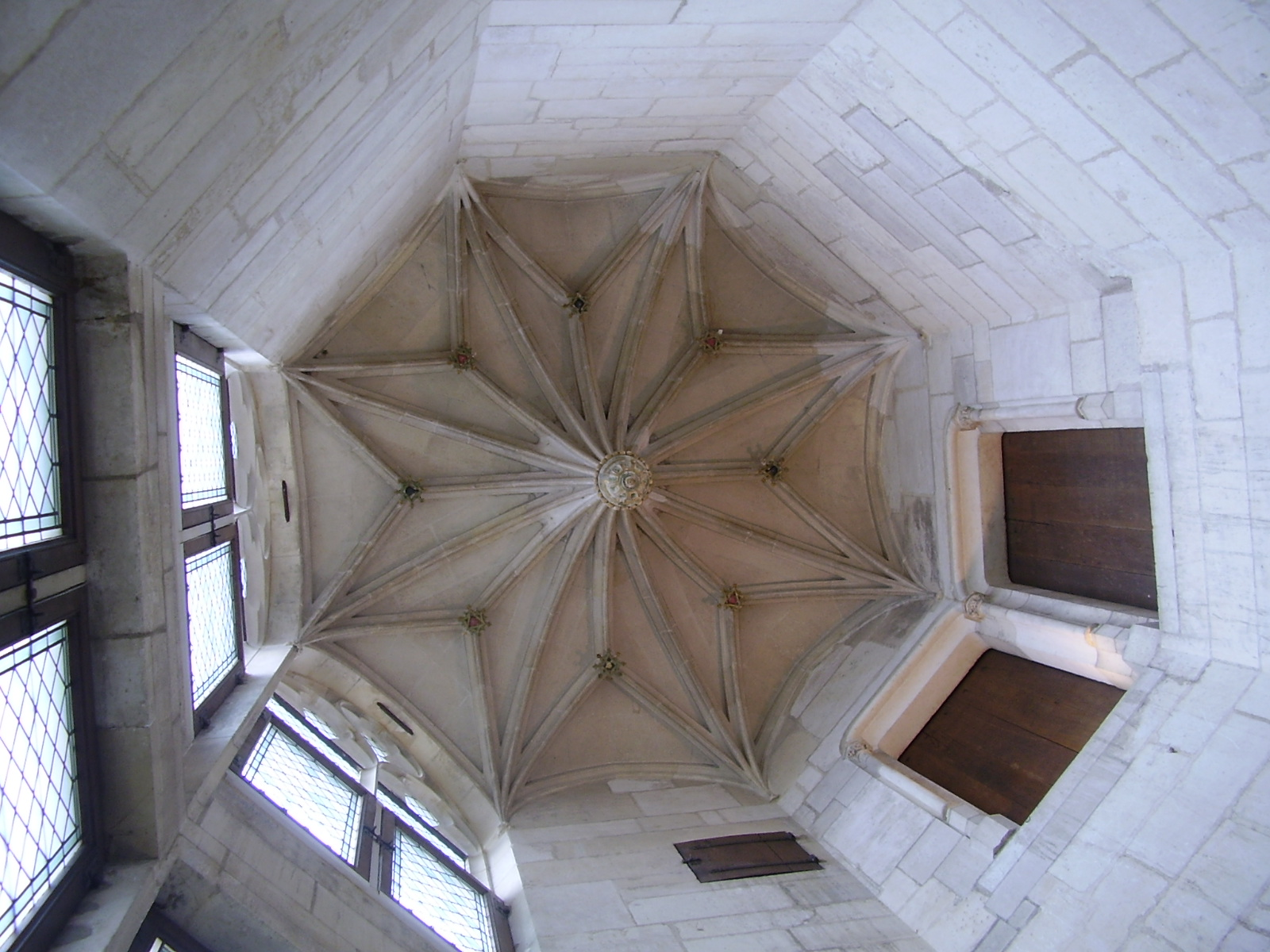
Abovedamiento interior de la escalera del palacio jacques Coeur

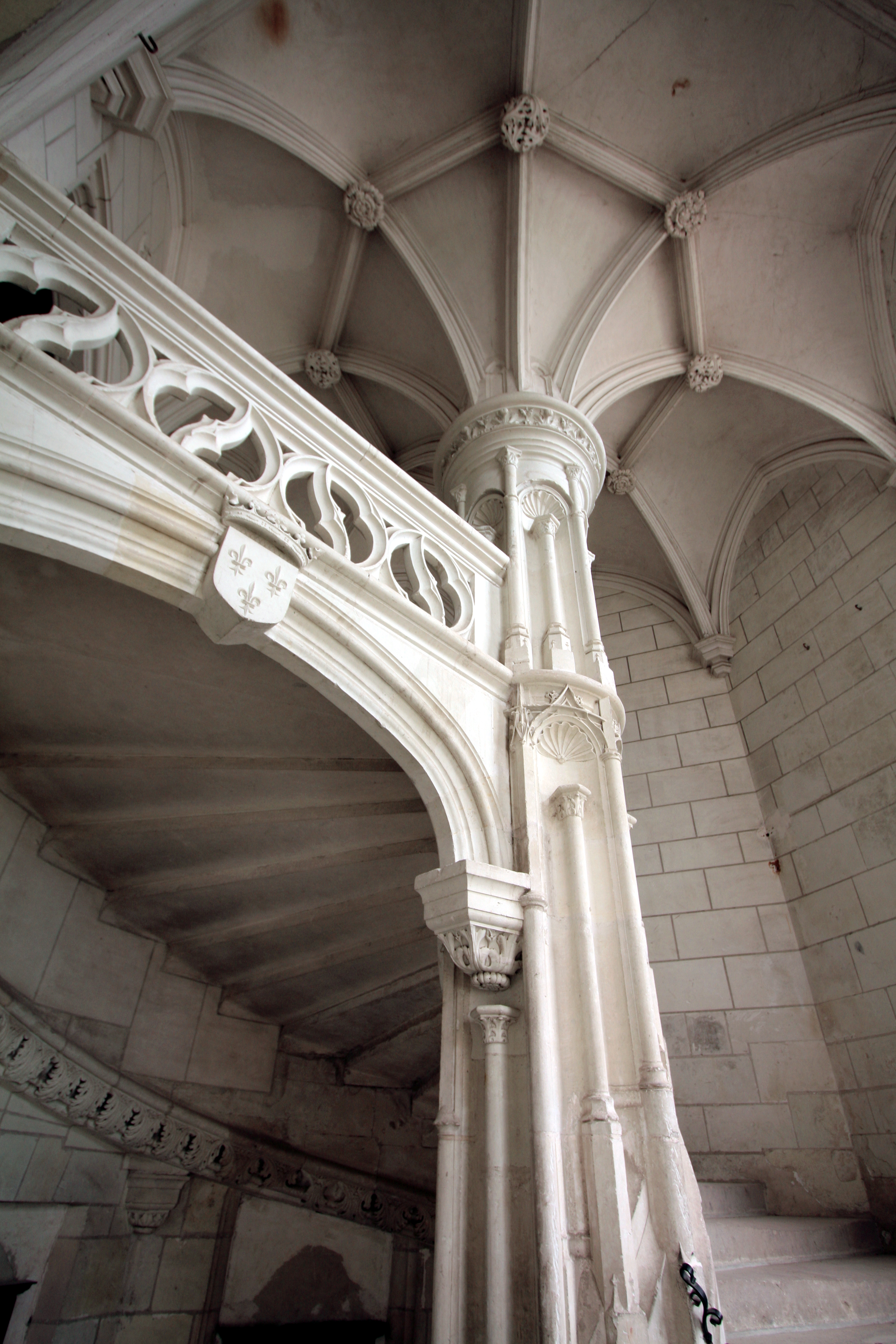
Interior de escalera de caracol en el château de Chaumont, que muestra ya gran maestría en la estereotomía y talla de la piedra

- Antigua iglesia abacial de Iglesia de Saint-Menoux, Allier.
- Castillo de Blois, Loira.
- Castillo de Chambord, Loira.
- Castillo de Tanlay, Yonne.

Ejemplos góticos en Francia
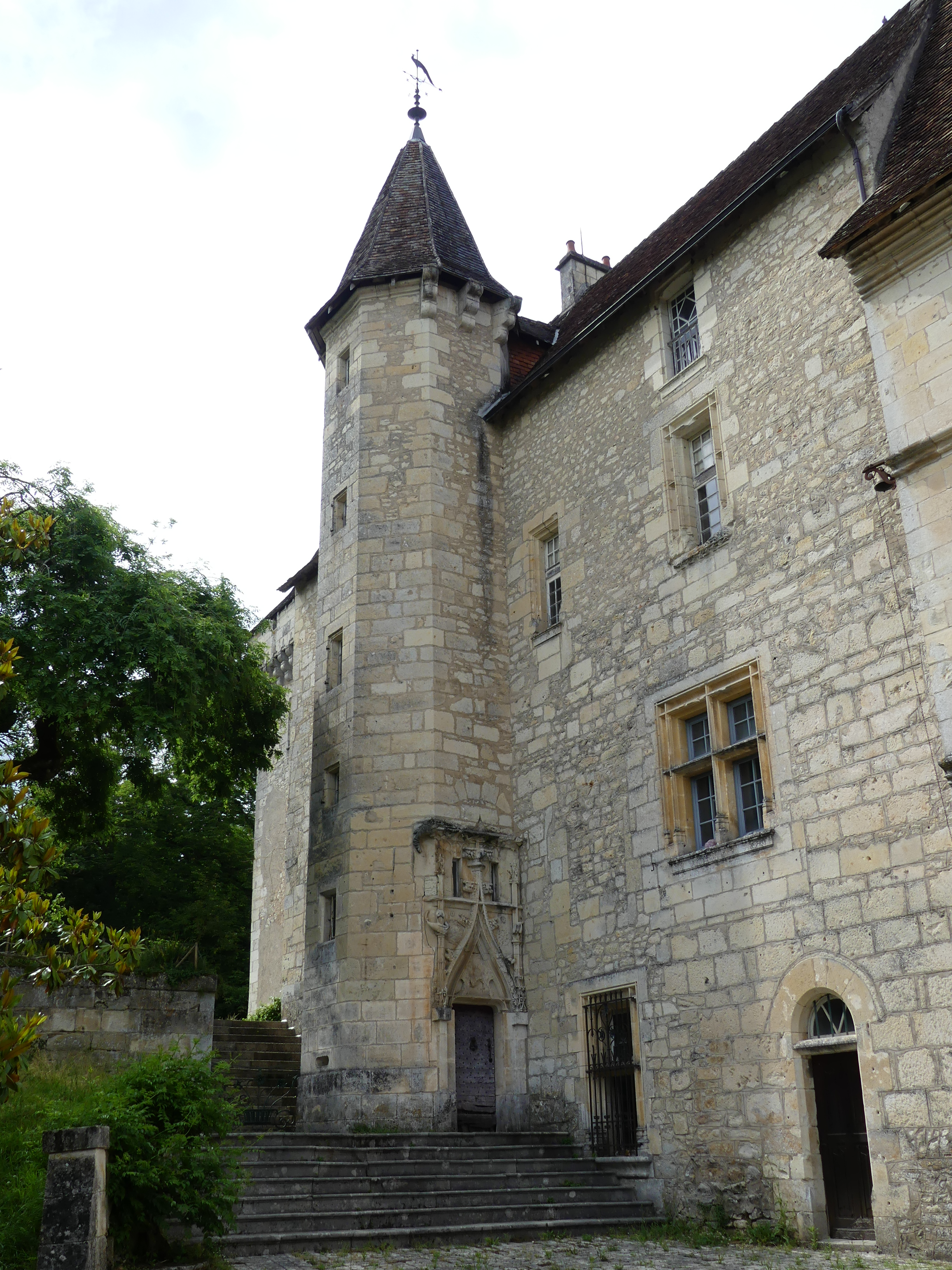
Château de Château-l'Évêque
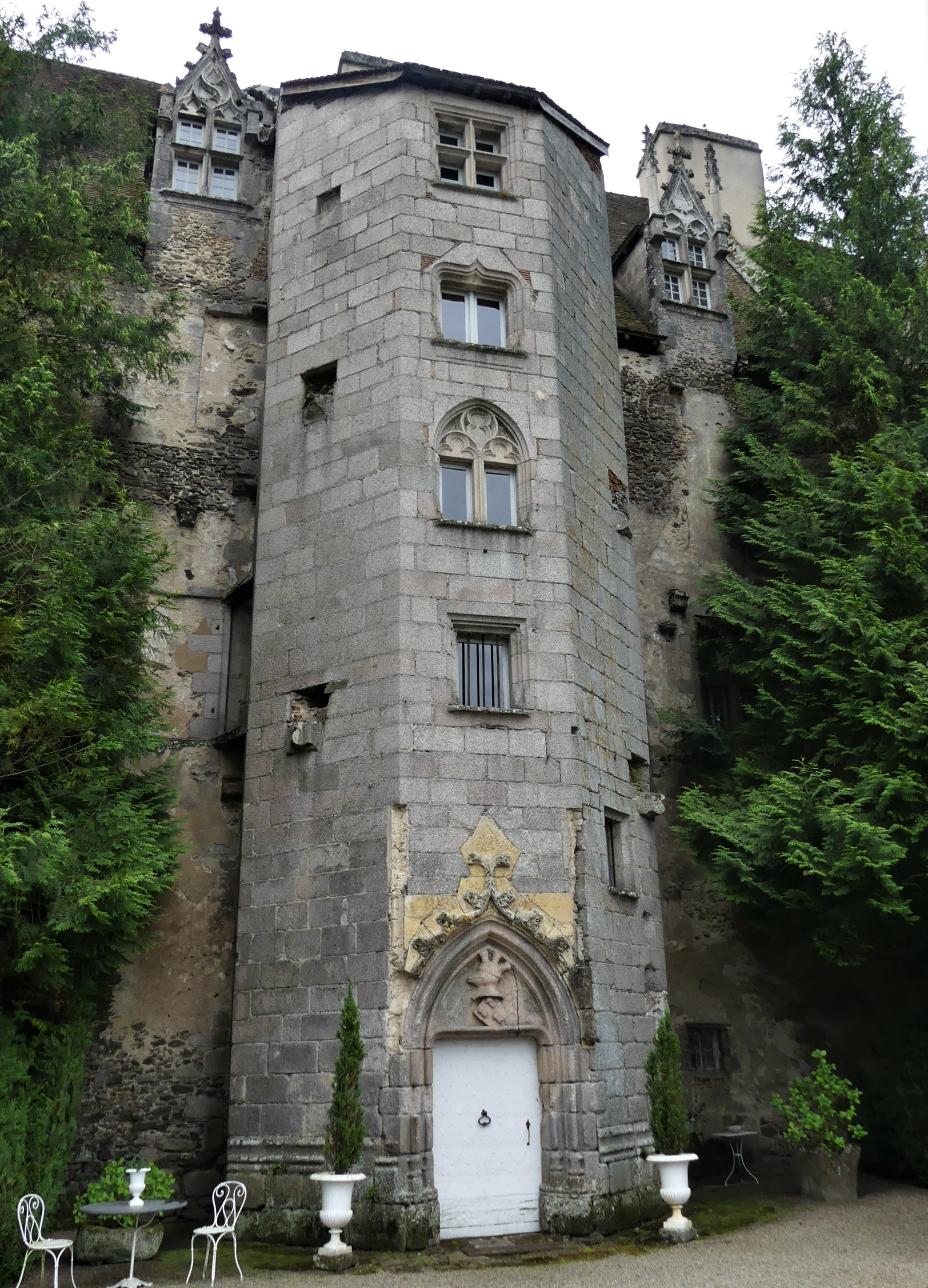
Château de Boussac
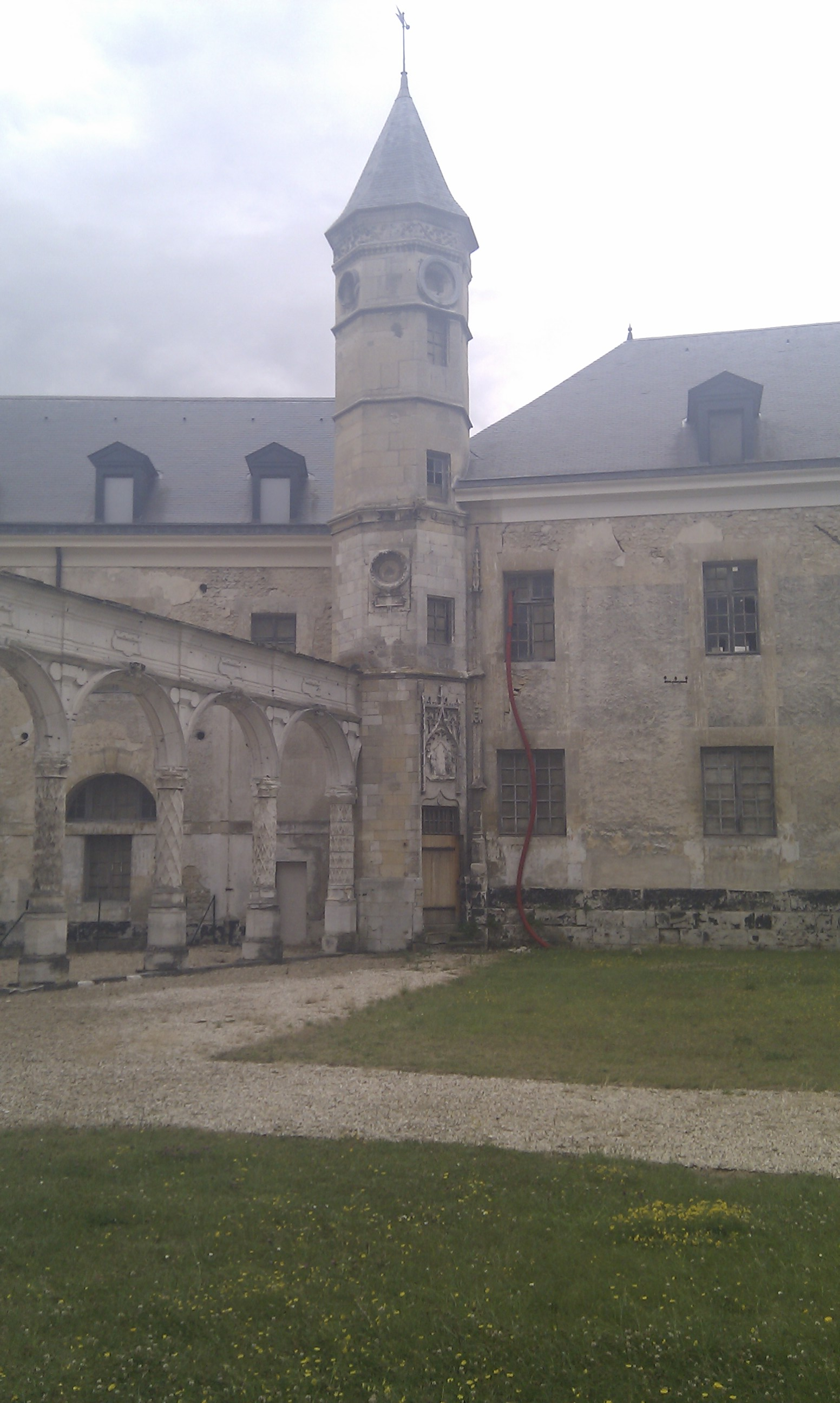
Château de Gaillon
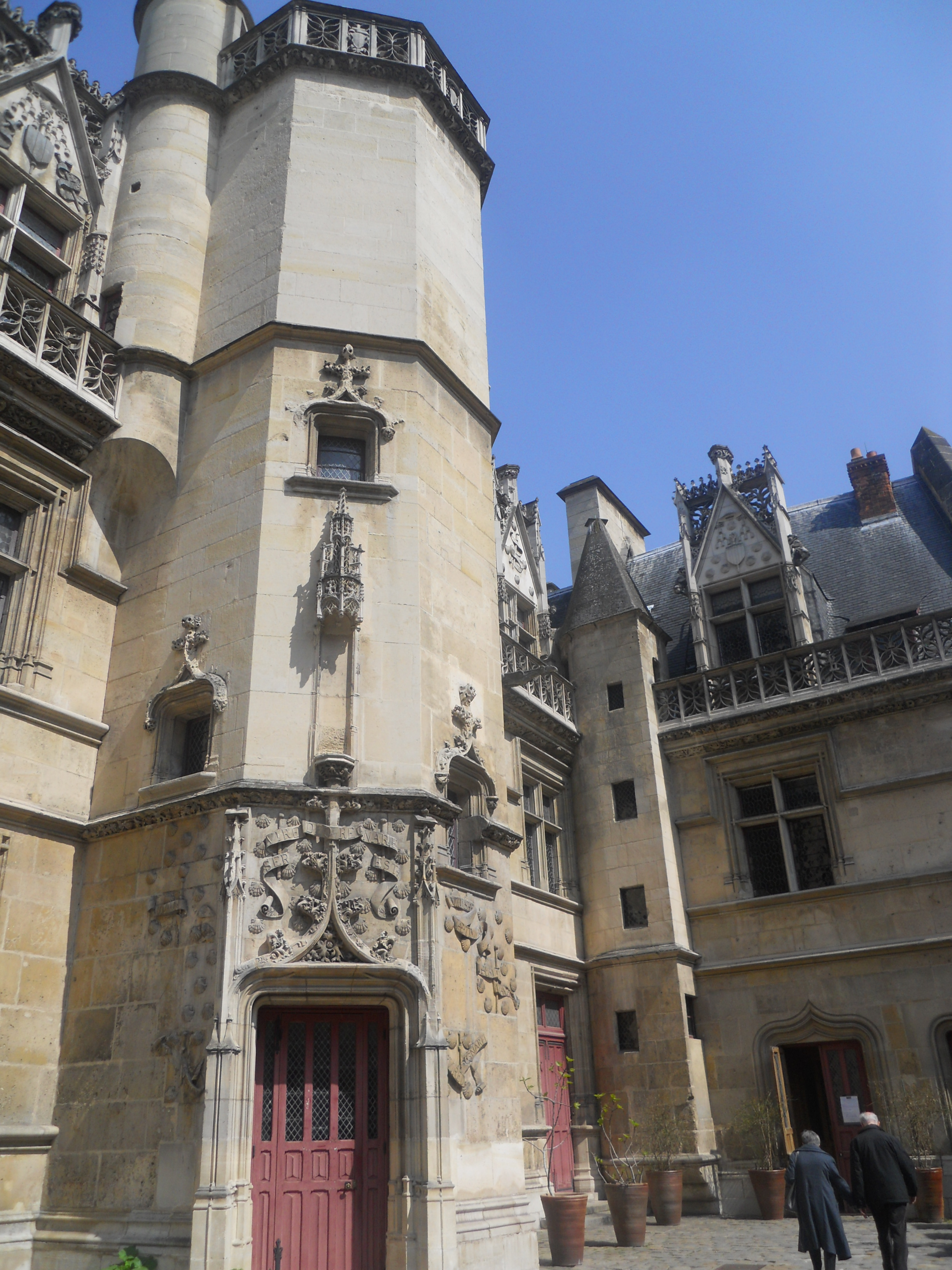
Hôtel de Cluny, Museo Nacional de la Edad Media de París
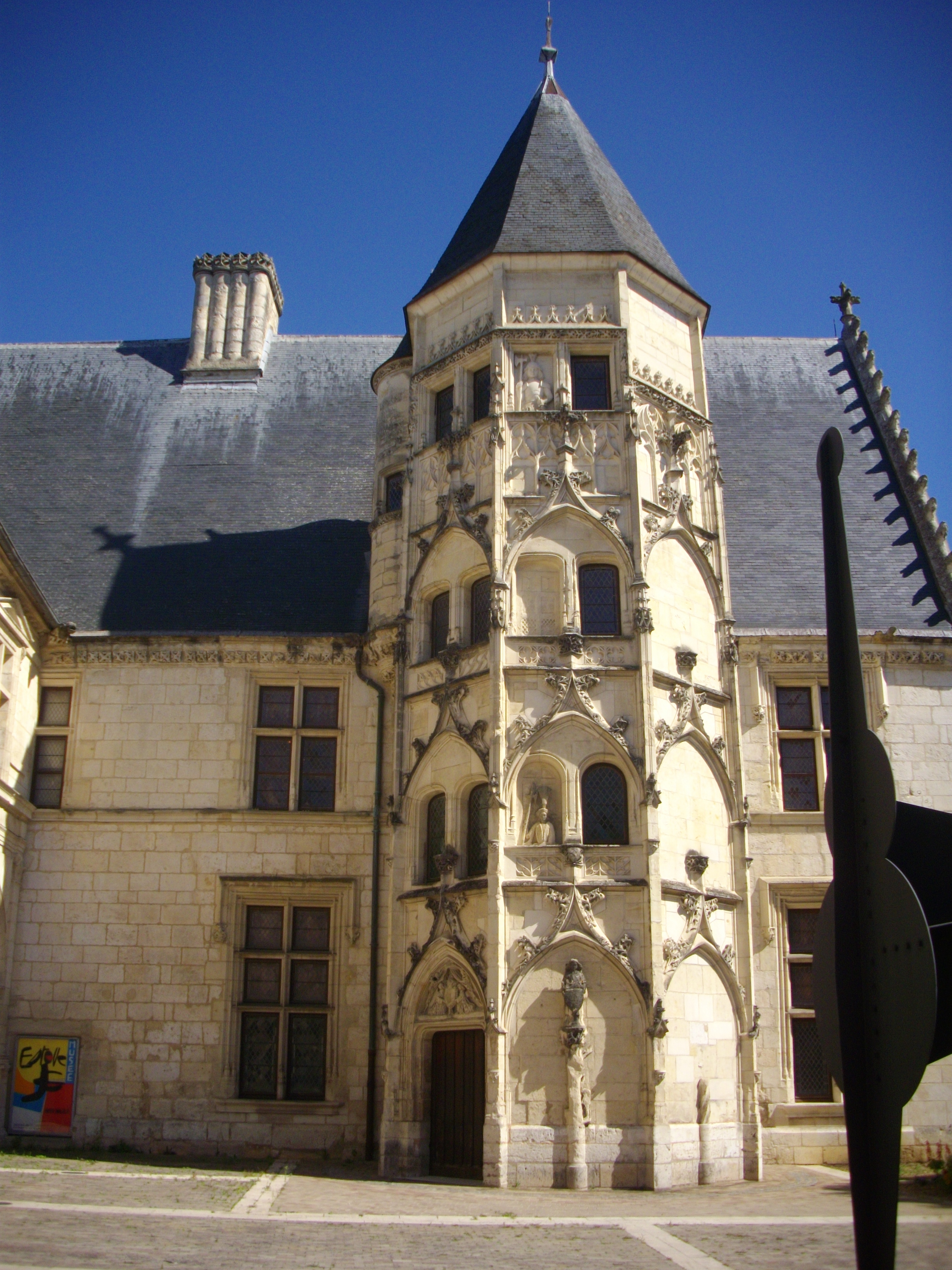
Hôtel des Echevins, ahora Musée Estève, en Bourges
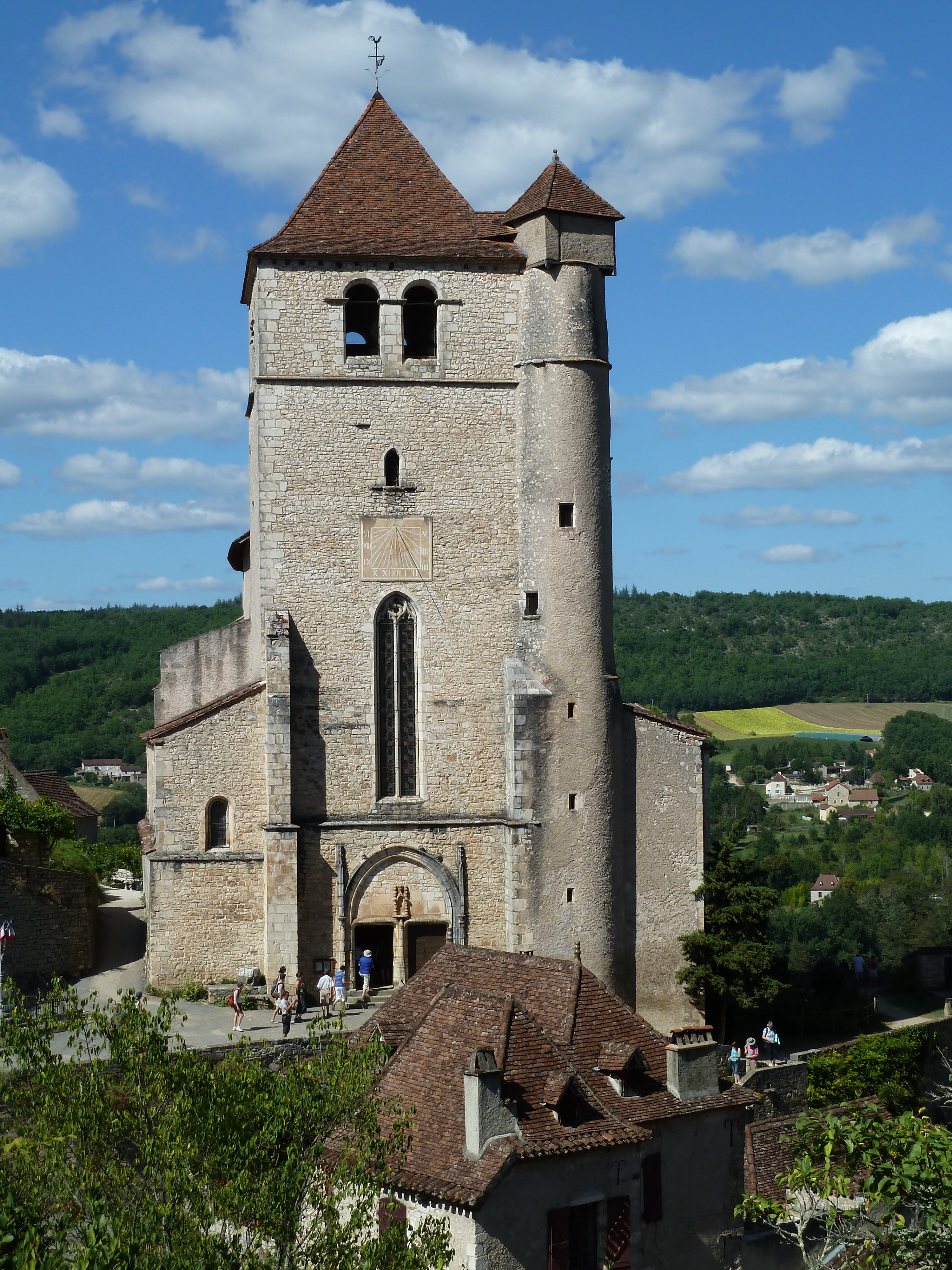
Iglesia de St Cirq

Ejemplos renacentistas en Francia
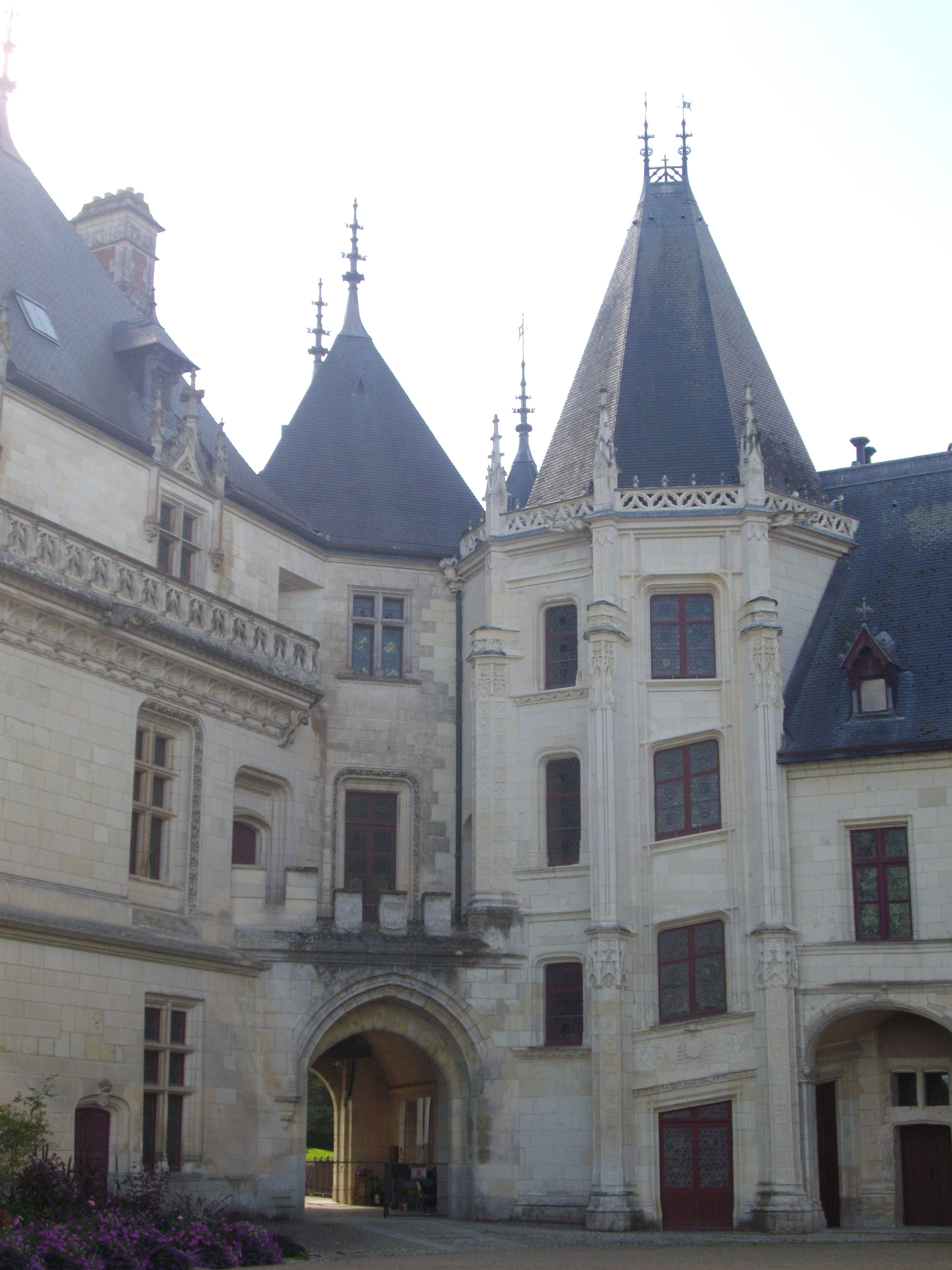
Château de Chaumont
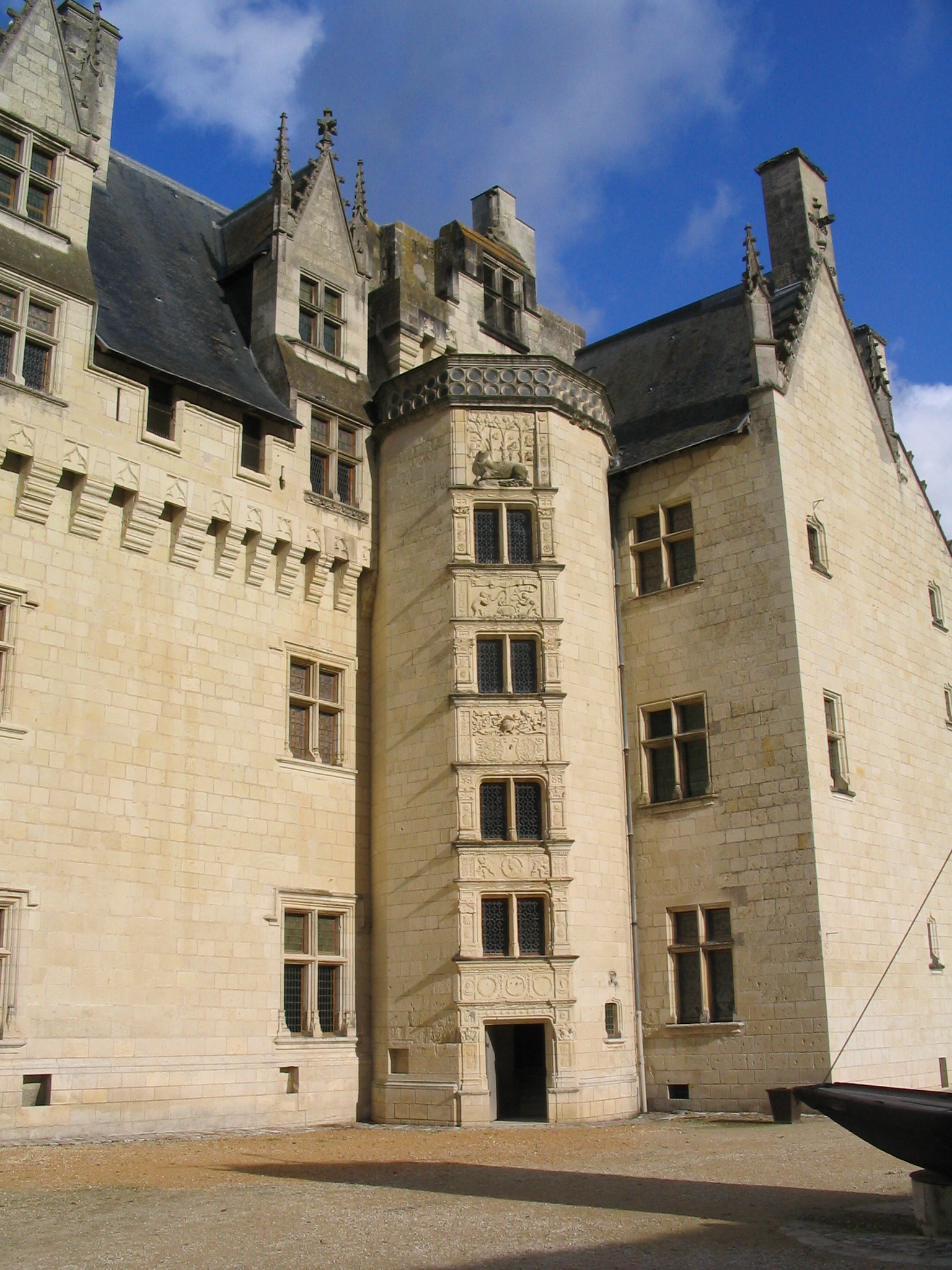
Château de Montsoreau
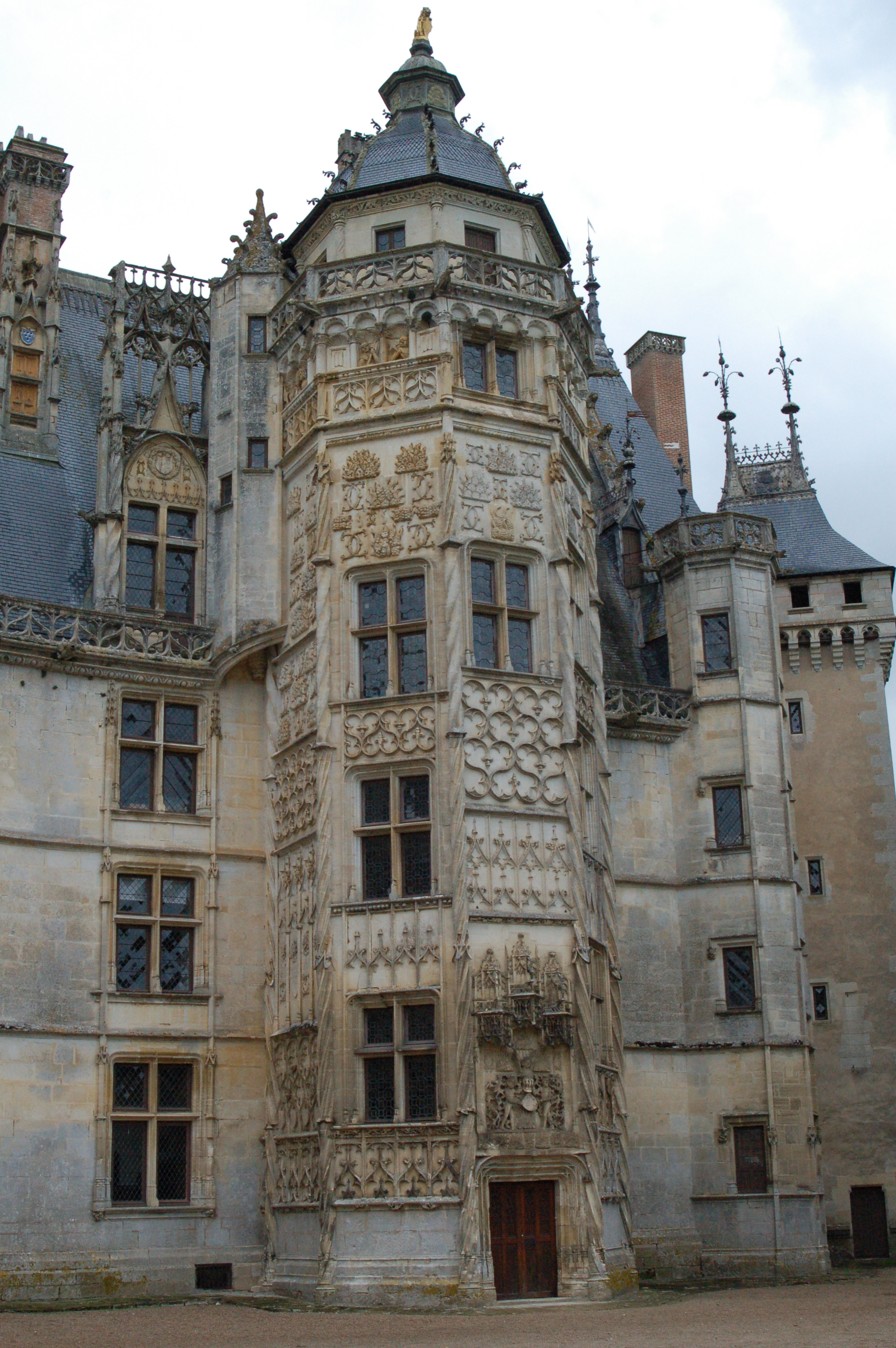
Escalera de honor del château de Meillant (Cher)
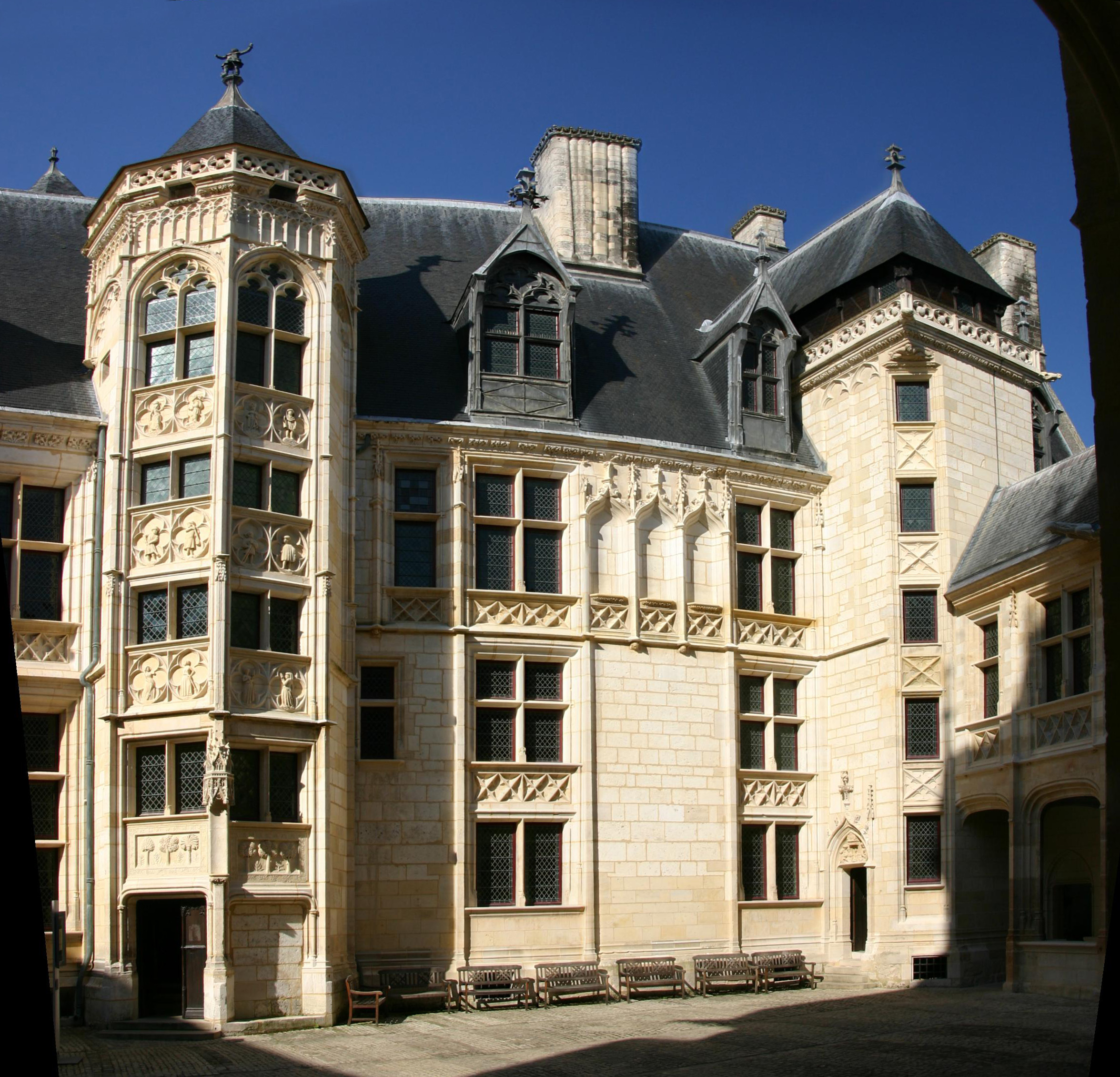
Torre del Palacio Jacques-Cœur, en Bourges
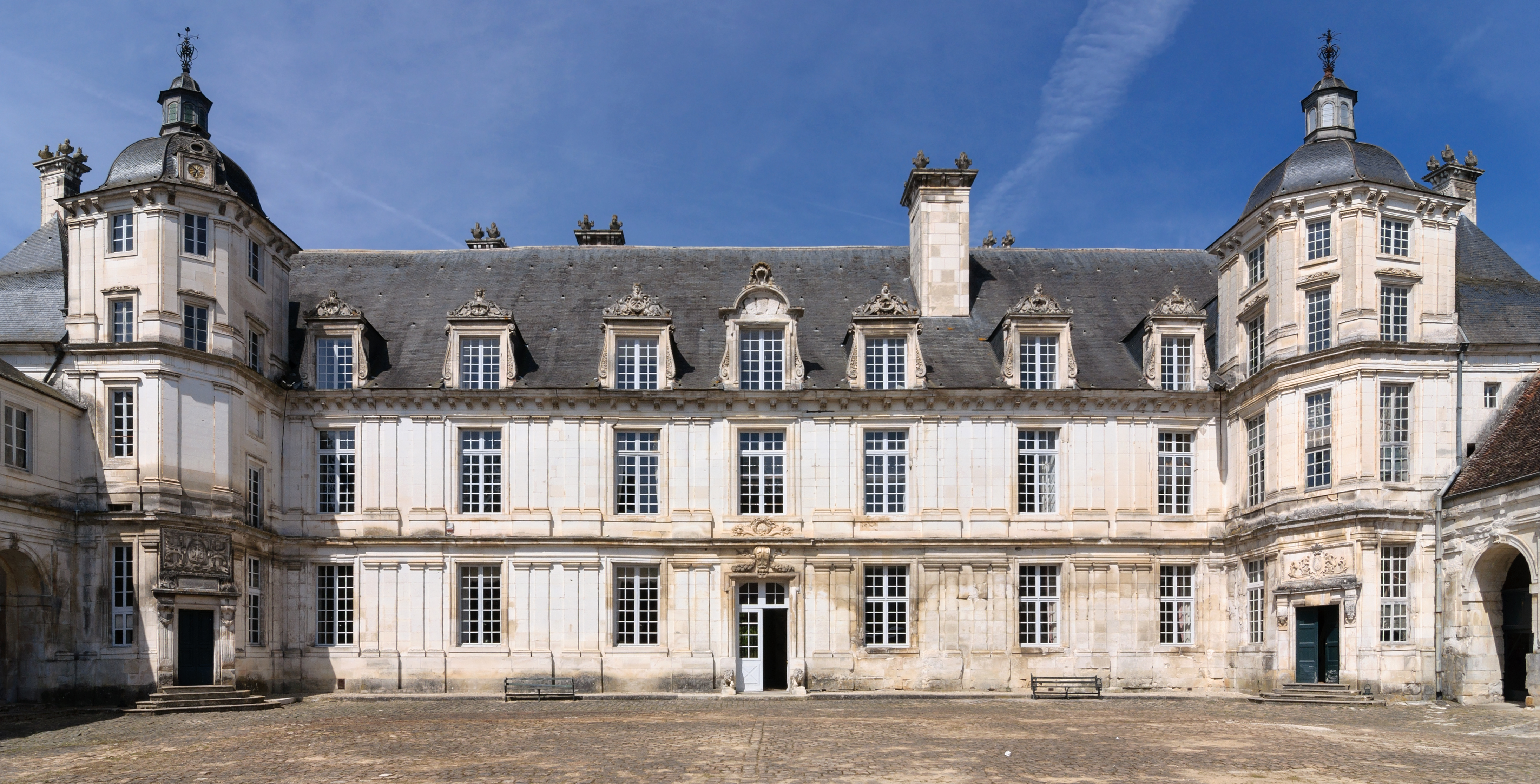
Torres en esquina en el gran patio del château Tanlay
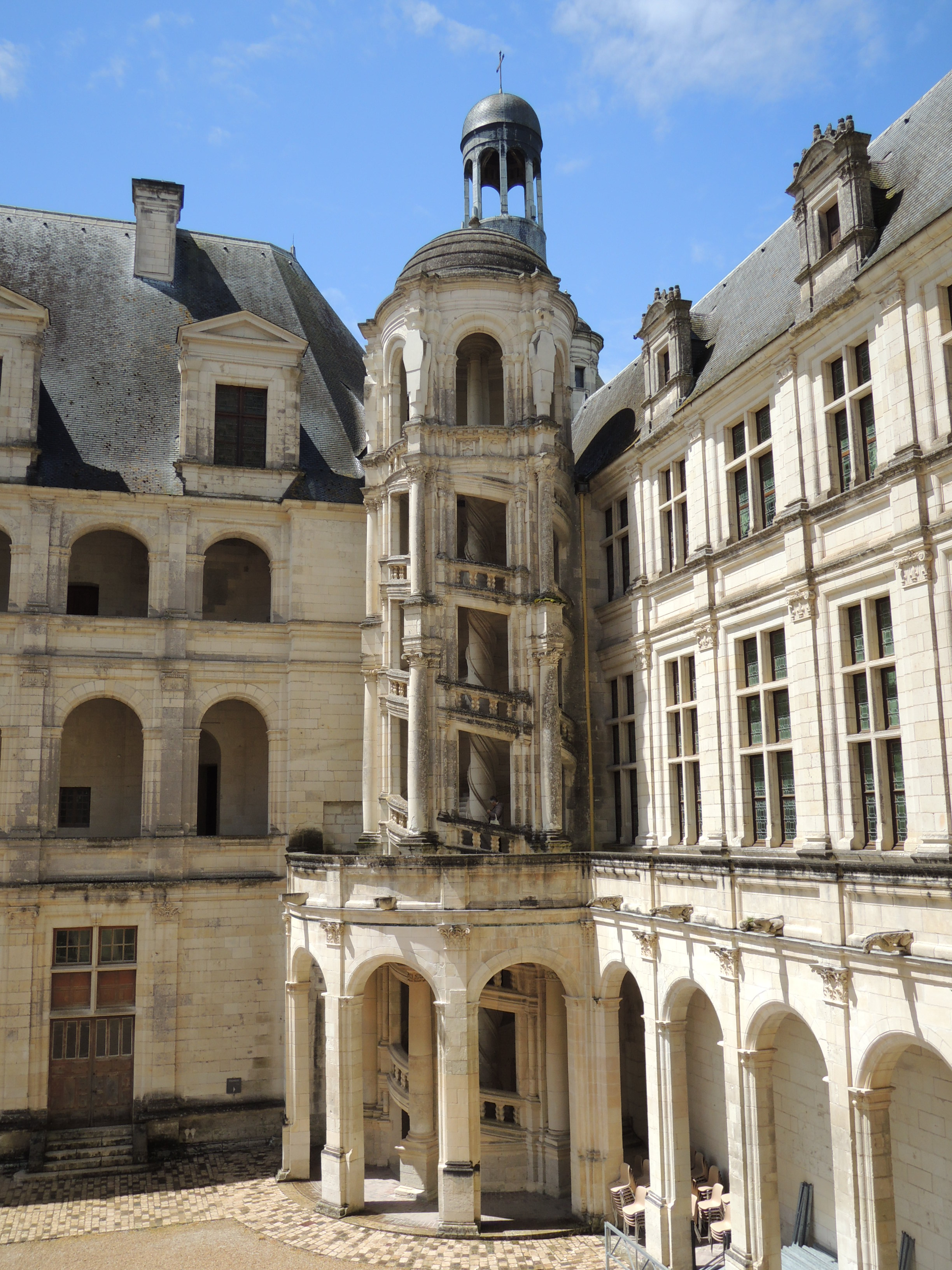
Château de Chambord

Alemania
- Albrechtsburg, Meißen.
- Lutherhaus, Wittenberg.

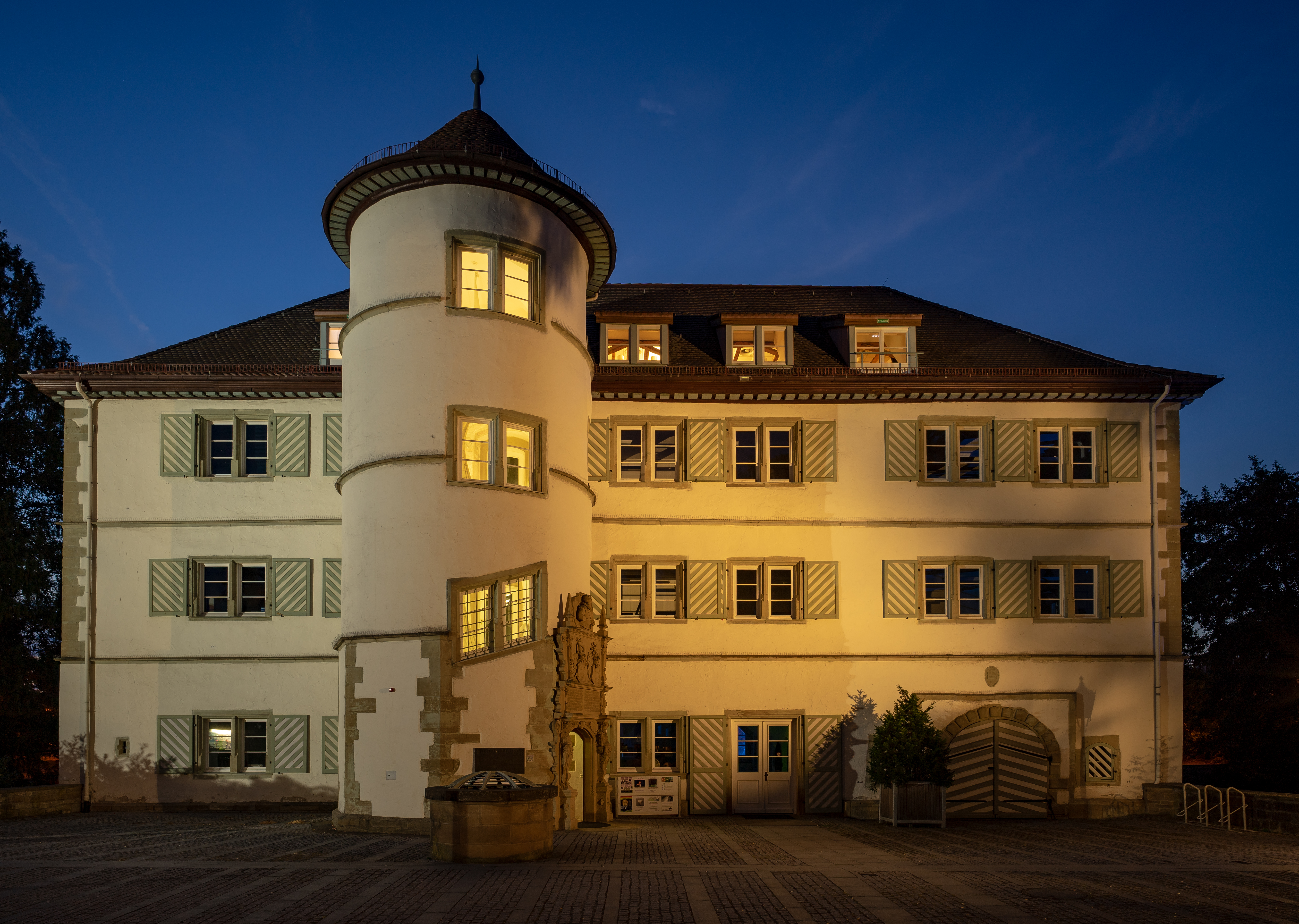
Castillo de Bad Rappenau, Alemania.

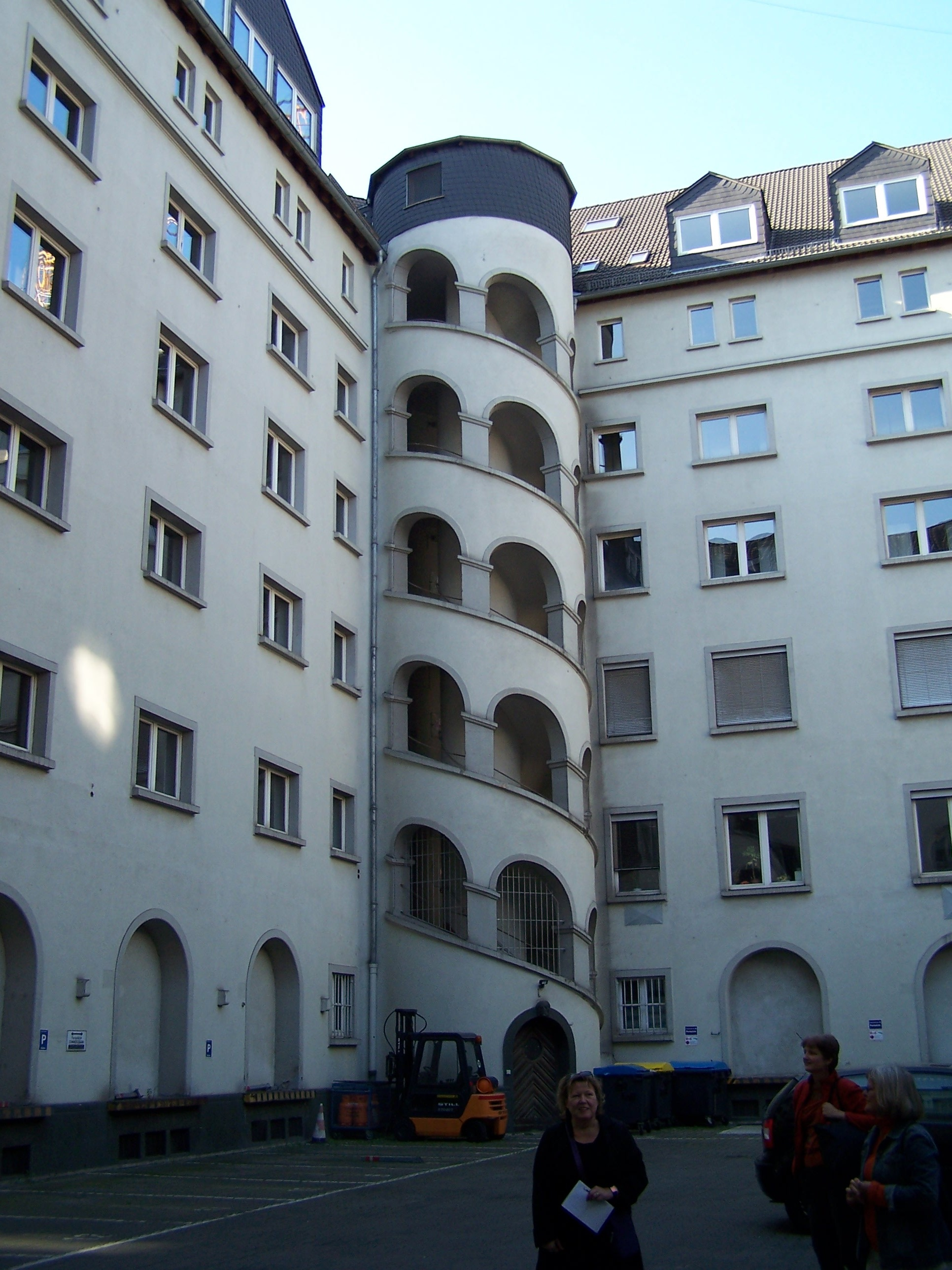
Torre central del Edificio Latscha de Frankfurt, Alemania.

- Edificio Latscha, Frankfurt-Ostend, Hesse.
- Castillo de Dresden, Dresden.
- Castillo de Bertholdsburg, Schleusingen, Turingia.
- Palacio Hartenfels, Torgau.
- Palacio de Johannisburg, Aschaffenburg, Franconia.
- Castillo Köthen, Anhalt.
- Castillo de Weitersroda, Hildburghausen, Turingia.
- Castillo de Wilhelmsburg, Esmalcalda, Turingia.
- Schloss Ermreuth, Alta Franconia.

Ejemplos en Alemania
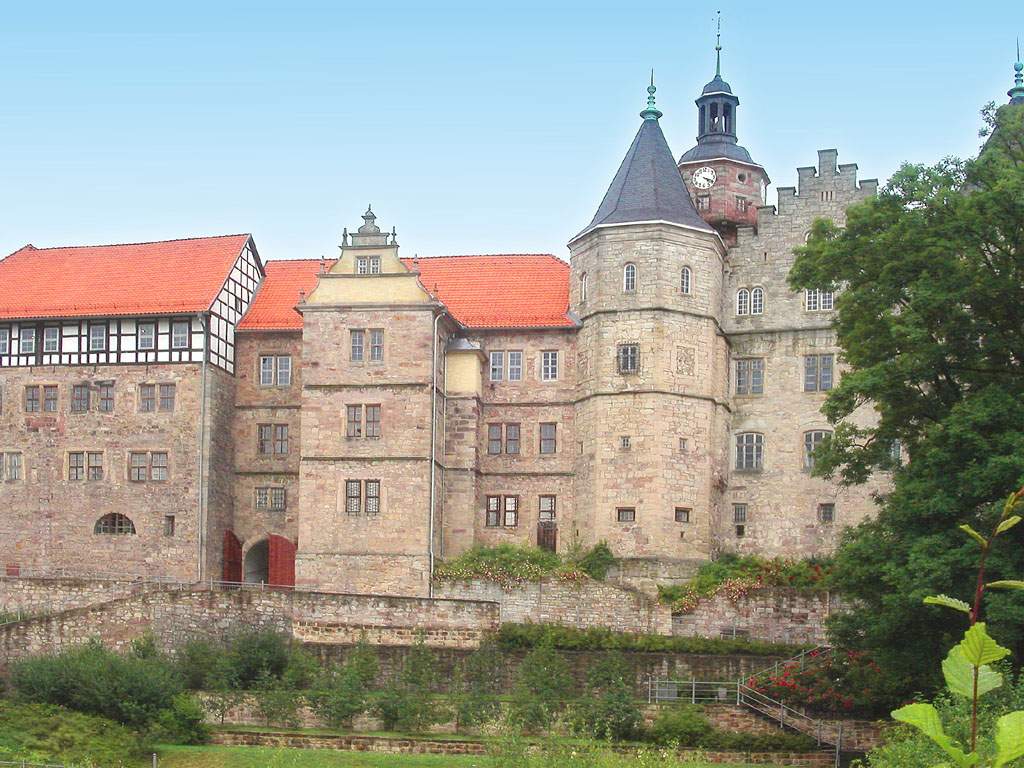
Castillo de Bertholdsburg
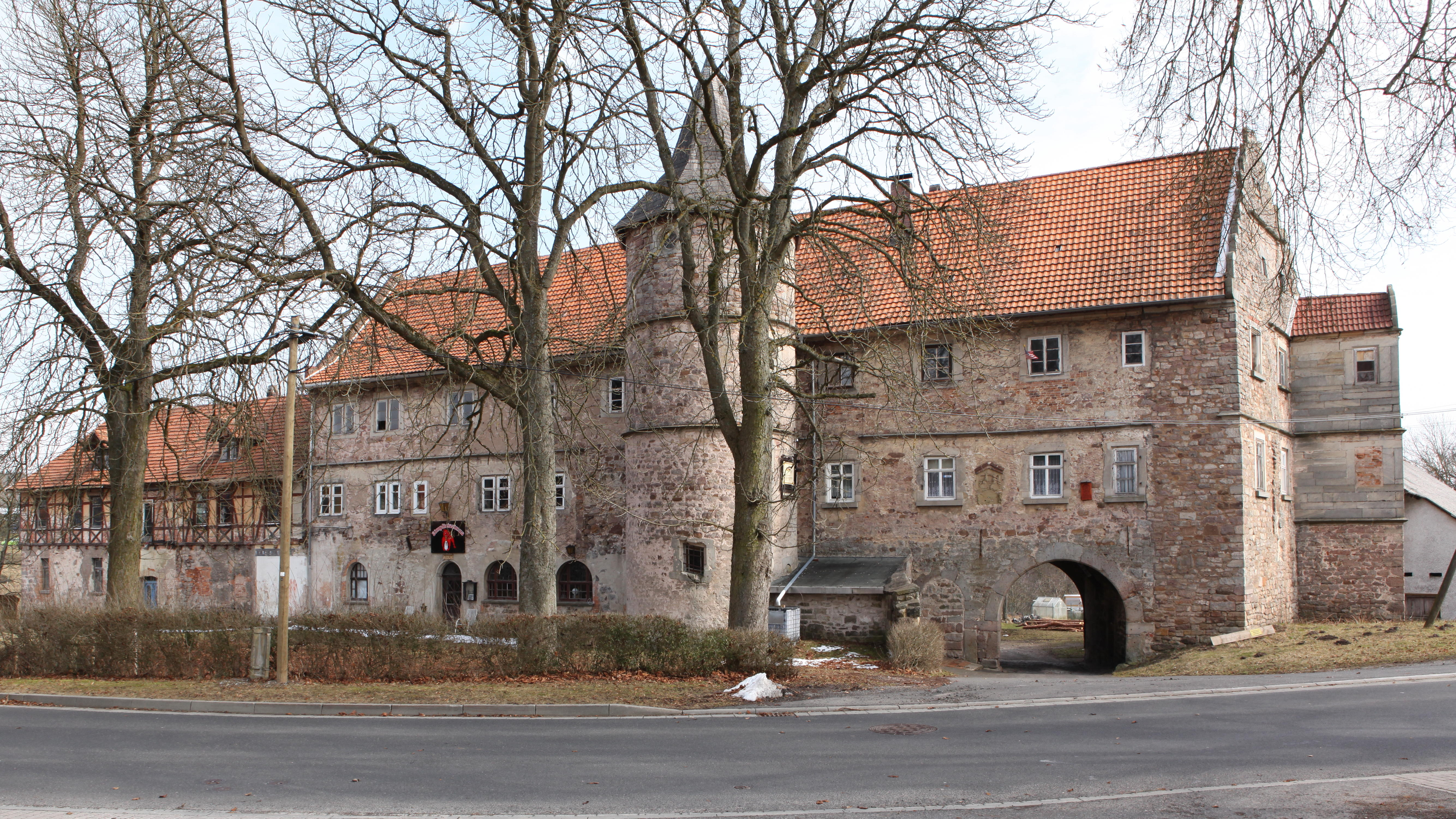
Castillo de Weitersroda
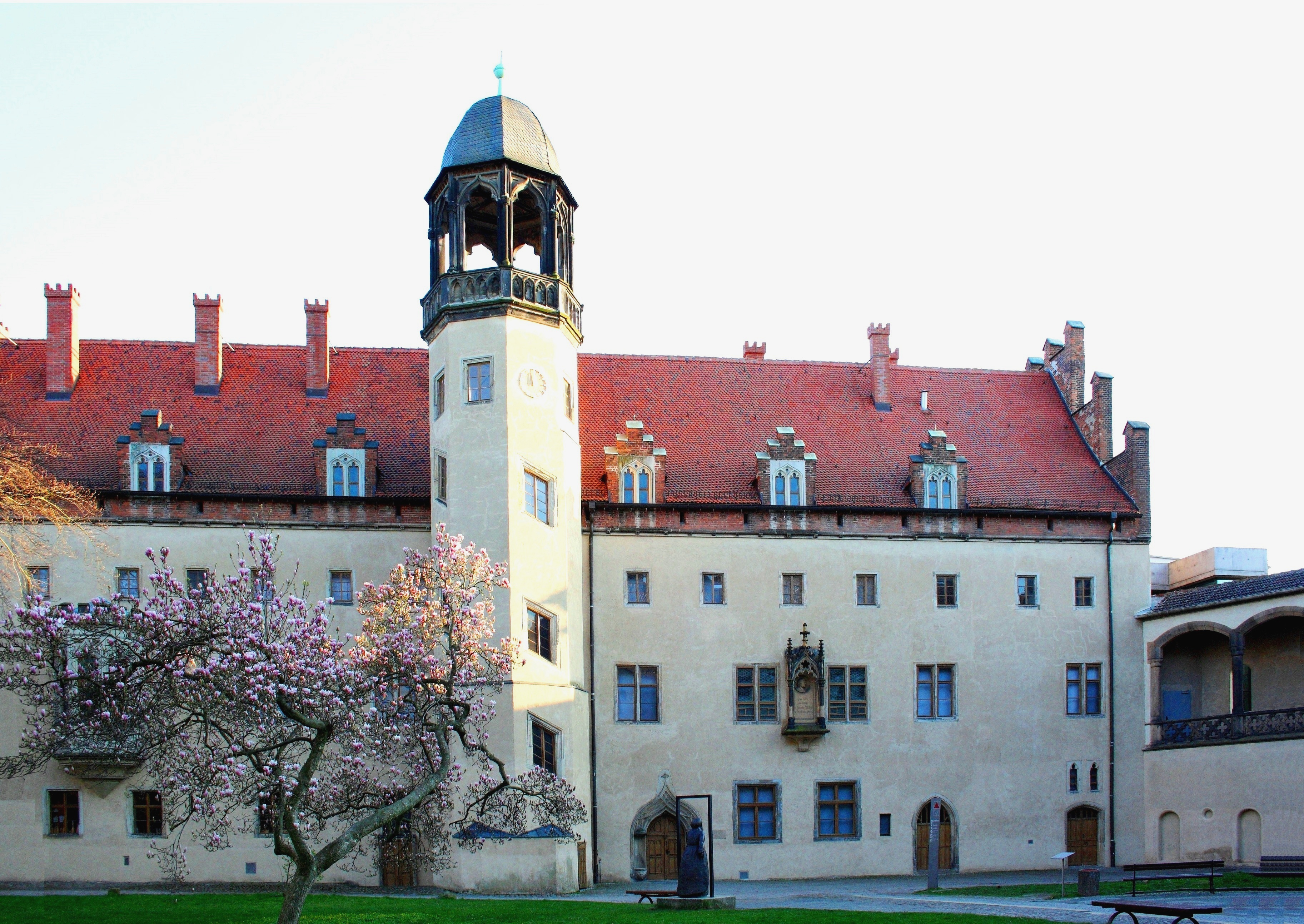
Augusteum, en el Lutherhaus
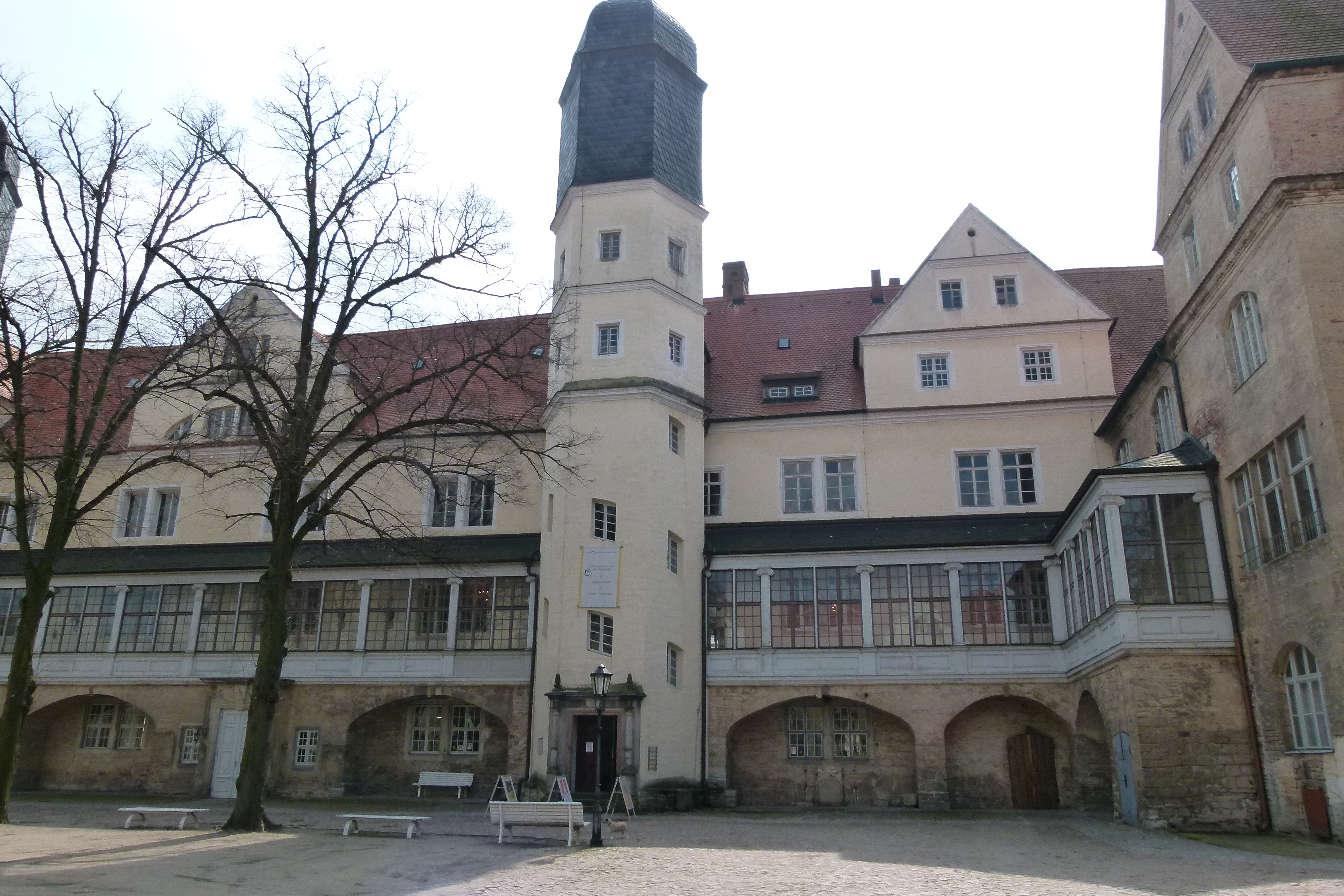
Castillo Köthen
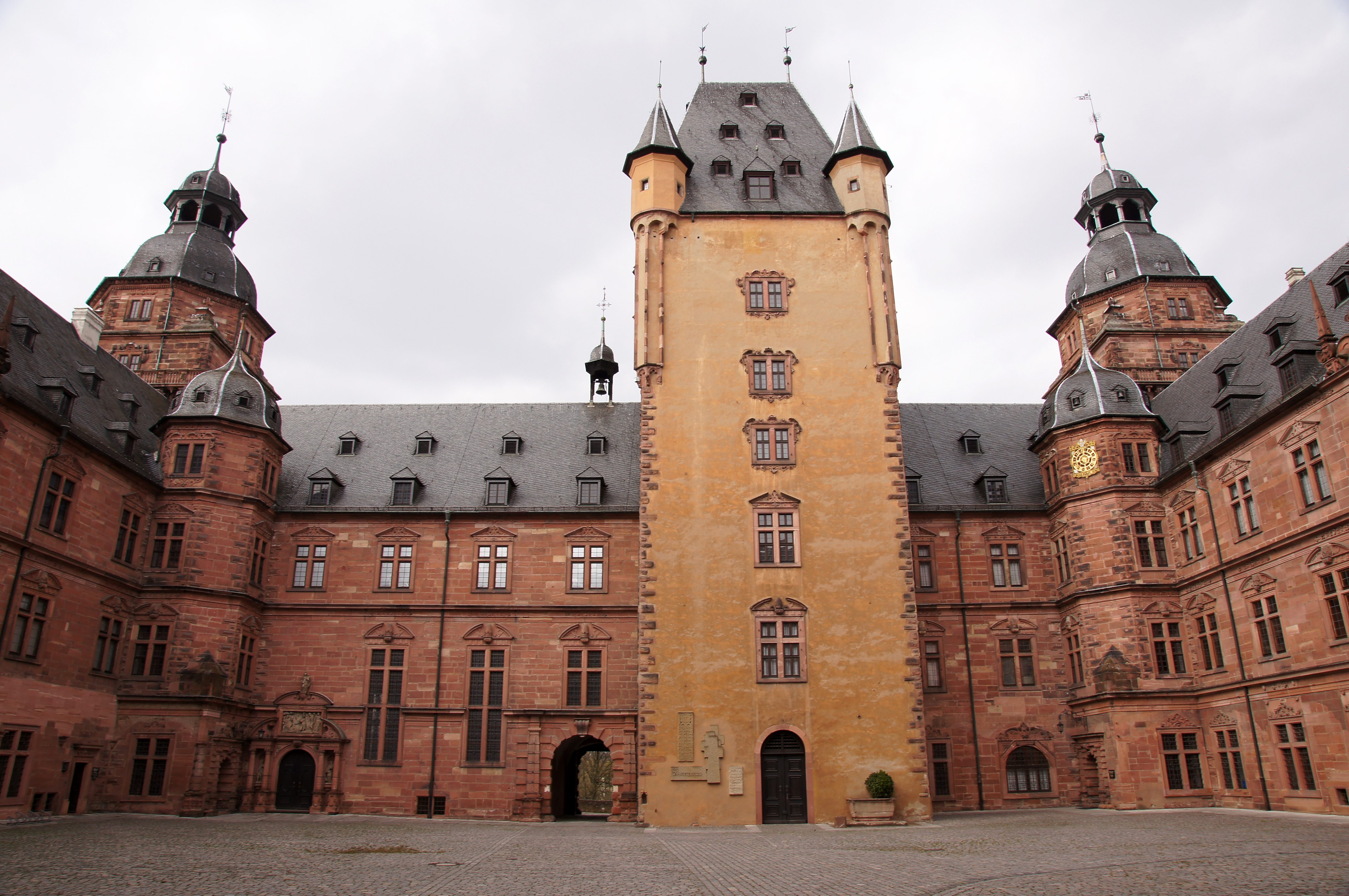
Torres en esquina en el gran patio del palacio de Johannisburg

Irlanda
- Castillo de Reeves Castle, Condado de Kildare.

Países Bajos
- Gasthuistoren de Zaltbommel, Güeldres.
- Iglesia de San José de Delfzijl, Groninga.
- Mariapark de Sittard, Limburgo.
- Iglesia de Santa Catalina de Brielle, Holanda Meridional.

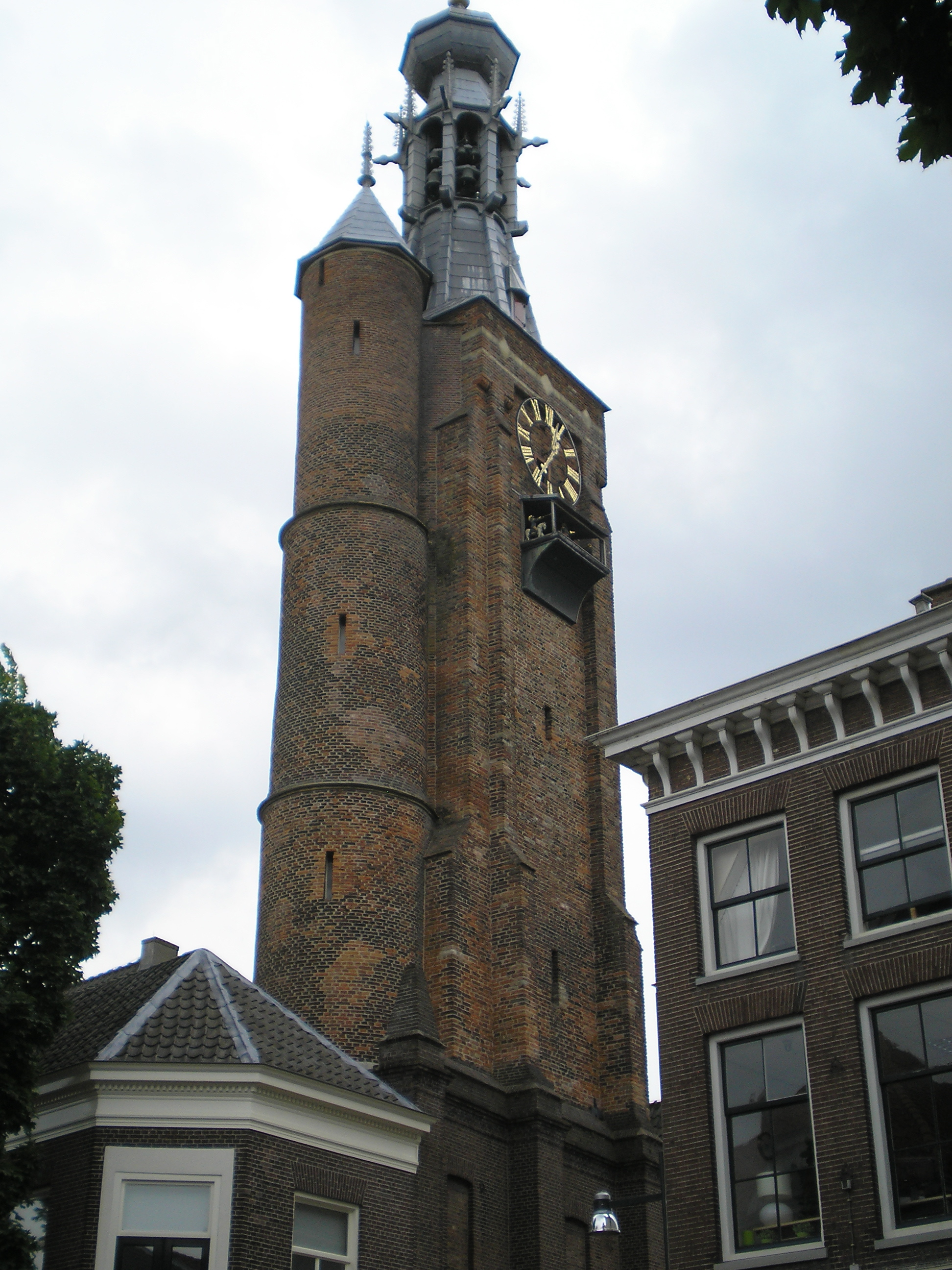
Gasthuistoren de Zaltbommel, Países Bajos.
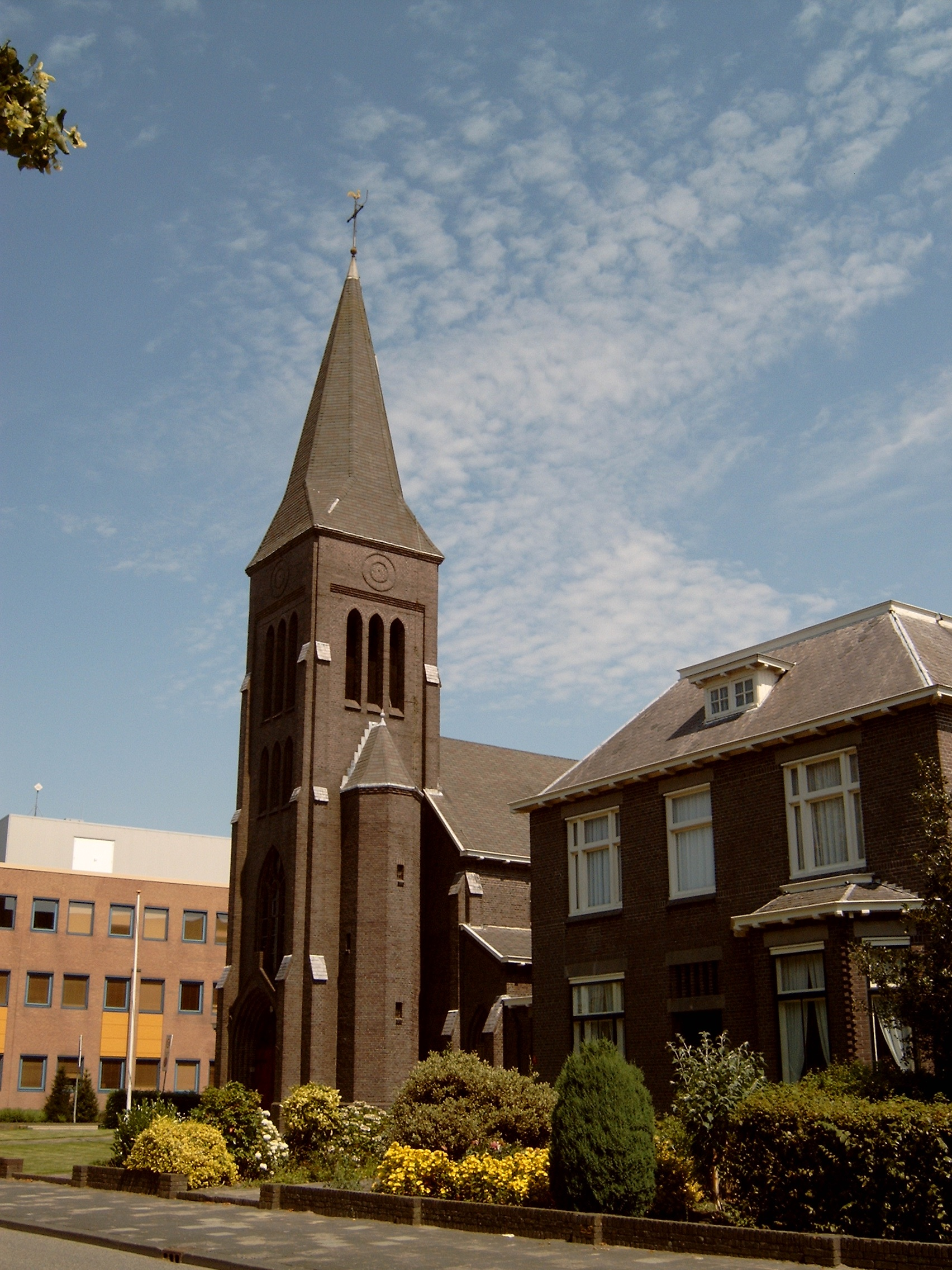
Iglesia de San José de Delfzijl, Países Bajos.
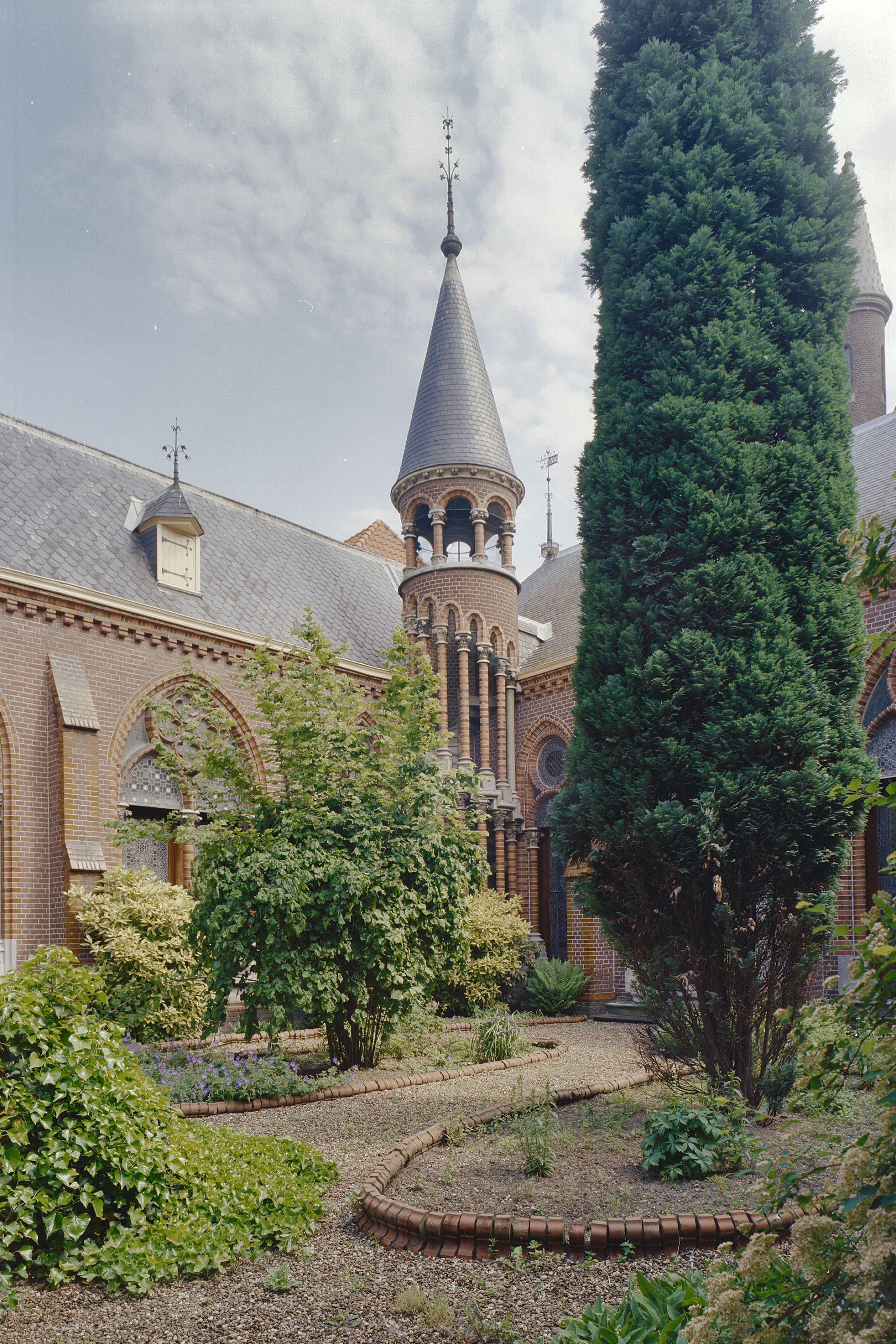
Claustro del Mariapark de Sittard, Países Bajos.
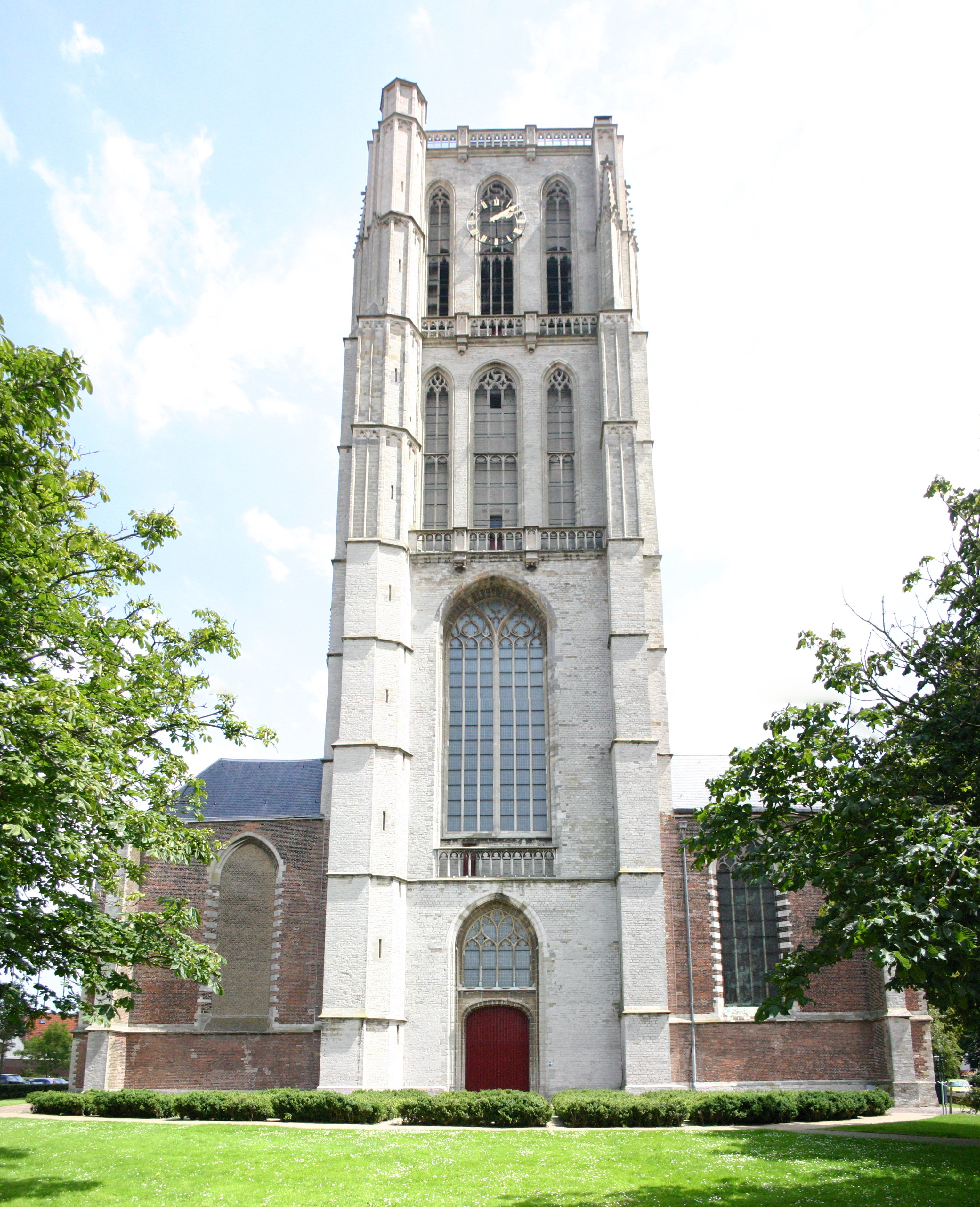
Iglesia de Santa Catalina de Brielle, Países Bajos.
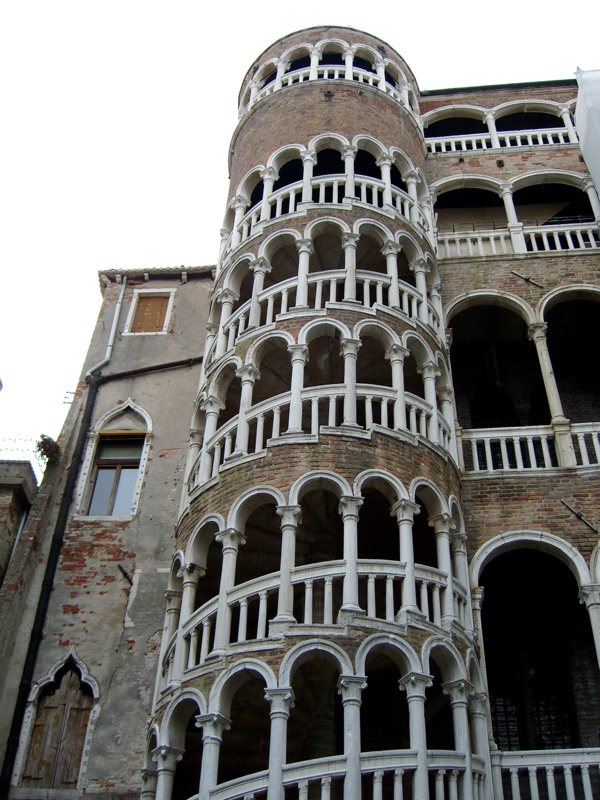
Scala Contarini del Bovolo, Venecia